# Revolució Alemanya
La Revolució Alemanya (Alemany: Novemberrevolution) consistí en tota la sèrie d'esdeveniments que, a partir dels darrers moments de la Primera Guerra Mundial, es donaren a Alemanya des de novembre de 1918 fins març de 1919, els quals dugueren a l'abolició de la monarquia i a la instauració de la república.
Les arrels de la Revolució poden remuntar-se a les tensions socials provocades pel caràcter no democràtic de la constitució de l'Imperi alemany i per la incapacitat dels seus dirigents d'assolir una reforma política. La insurrecció començà quan els mariners s'amotinaren contra l'ordre del Comandament Naval Alemany de dur a terme una darrera batalla contra la flota britànica; amb molta celeritat, la revolta va estendre's a tot arreu del país des de les ciutats portuàries de Wilhelmshaven i Kiel, amb la qual cosa es va arribar a la proclamació de la República el 9 de novembre de 1918, poc després de l'abdicació del kàiser Guillem II. Un grup de més de 120 artistes, el Novembergruppe, va afegir-se al moviment revolucionari.
El gener de 1919, la novella república va haver d'enfrontar-se a l'Aixecament Espartaquista, el qual es proposava instaurar a Alemanya un règim comunista seguint el model del govern bolxevic de Rússia. Llavors, els dirigents del Partit Socialdemòcrata d'Alemanya (SPD), que havien encapçalat la revolució de novembre de 1918, van decidir combatre els espartaquistes i esclafar la revolta. Durant tot el procés revolucionari, la política dels socialdemòcrates no fou mai foragitar del poder les antigues classes dirigents sinó menar una política conciliadora que les dugués a adaptar-se al nou règim democràtic; per això, buscaren l'aliança dels alts comandaments militars i usaren les forces paramilitars, anomenadfes cossos lliures o Freikorps, formades sovint per simpatitzants de l'extrema dreta nacionalista, per perseguir els espartaquistes.
La revolució va cloure's amb la promulgació de la nova constitució de la República de Weimar l'11 d'agost de 1919.

## Context històric

### El Partit Socialdemòcrata

#### L'imperi Alemany i els Socialdemòcrates
Als països alemanys, les revolucions de 1848 van fracassar-hi perquè els seus dirigents es proposaren aconseguir ensems la democratització i la unitat nacional. Posteriorment, la majoria dels alemanys van acabar acceptant el nou Imperi Alemany sorgit el 1871 del procés d'unificació impulsat des de Prússia pel rei Guillem I i el seu canceller Otto von Bismarck.

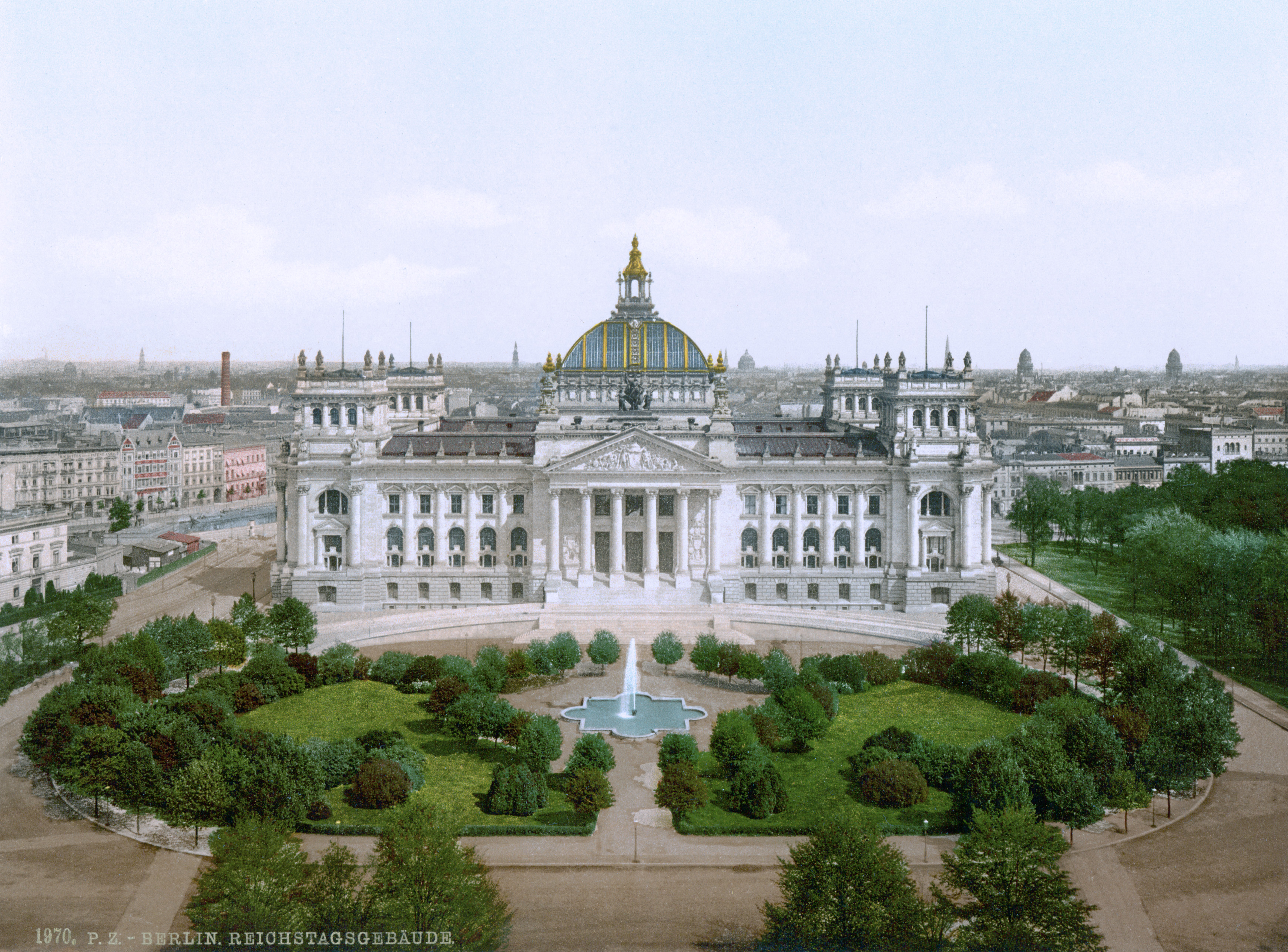
El Reichstag abans de 1900

L'acabat de crear Segon Reich era una monarquia constitucional, en la qual, però, el Reichstag (parlament) no disposava pas de la capacitat de controlar el Govern del Reich perquè aquest era responsable no pas davant del Parlament, sinó, únicament, davant de l'emperador. A més, per dictar noves lleis calia aconseguir l'aprovació del Bundesrat (Cambra Alta) i del Kaiser, qui, en qualsevol moment, podia exercir la potestat de dissoldre el Parlament i convocar noves eleccions. L'única atribució important del Reichstag era la votació del pressupost de l'estat, del qual, però, en quedava a part l'assignació de la despesa militar.
El Partit Socialdemòcrata d'Alemanya (en alemany, Sozialdemokratische Partei Deutschlands SPD), amb representació al Reichstag des de 1871, era l'única força política alemanya que es proposava instaurar un sistema republicà, per la qual cosa, el canceller Otto von Bismarck el va il·legalitzar el 1878, i, a partir d'aleshores, l'SPD va haver de moure's en la clandestinitat fins que, el 1890, Guillem II va destituir Bismarck. Tornat de nou a l'actuació legal, l'SPD va anar experimentant un continu creixement electoral; així, després de les eleccions de 1912, amb un 28% dels vots, l'SPD esdevingué el principal partit del Reichstag, on la distribució dels escons va quedar d'aquesta manera:
- Partit Socialdemòcrata (SPD): 110 diputats
- Partit Catòlic del Centre: 91 diputats
- Conservadors: 57 diputats
- Partit Liberal Nacional: 45 diputats
- Partit Progressista del Poble: 42 diputats
- Polonesos: 18 diputats
- Alsacians: 9 diputats

Per altra banda, vers 1900, l'SPD ja havia esdevingut la principal força política del moviment obrer internacional, gràcies sobretot a la seva hegemonia dins de la Segona Internacional, organisme que coordinava l'acció política dels partits marxistes a tot arreu del món. A més, el partit disposava d'un milió de militants, i el seu diari (Vorwärts) comptava amb un milió i mig de subscriptors, com també hi havia dos milions i mig de treballadors afiliats als sindicats socialdemòcrates, majoritaris dins del conjunt del moviment sindical.
En un principi, l'SPD era un partit marxista i, per tant, aspirava a l'abolició del capitalisme i a la instauració del socialisme mitjançant la dictadura del proletariat; ara bé, a partir de 1898, el corrent revisionista va imposar una nova línia ideològica en què, sense abandonar el marxisme, l'objectiu de la revolució socialista quedava ajornat i es donava prioritat a l'assoliment de reformes socials dins del capitalisme i de l'ordre polític existent; d'aquesta manera, tot i mantenir la retòrica revolucionària, l'SPD va acabar esdevenint un partit reformista, el qual va arribar a assumir sense cap problema el discurs patriòtic alemany.

#### L'SPD i la Primera Guerra Mundial

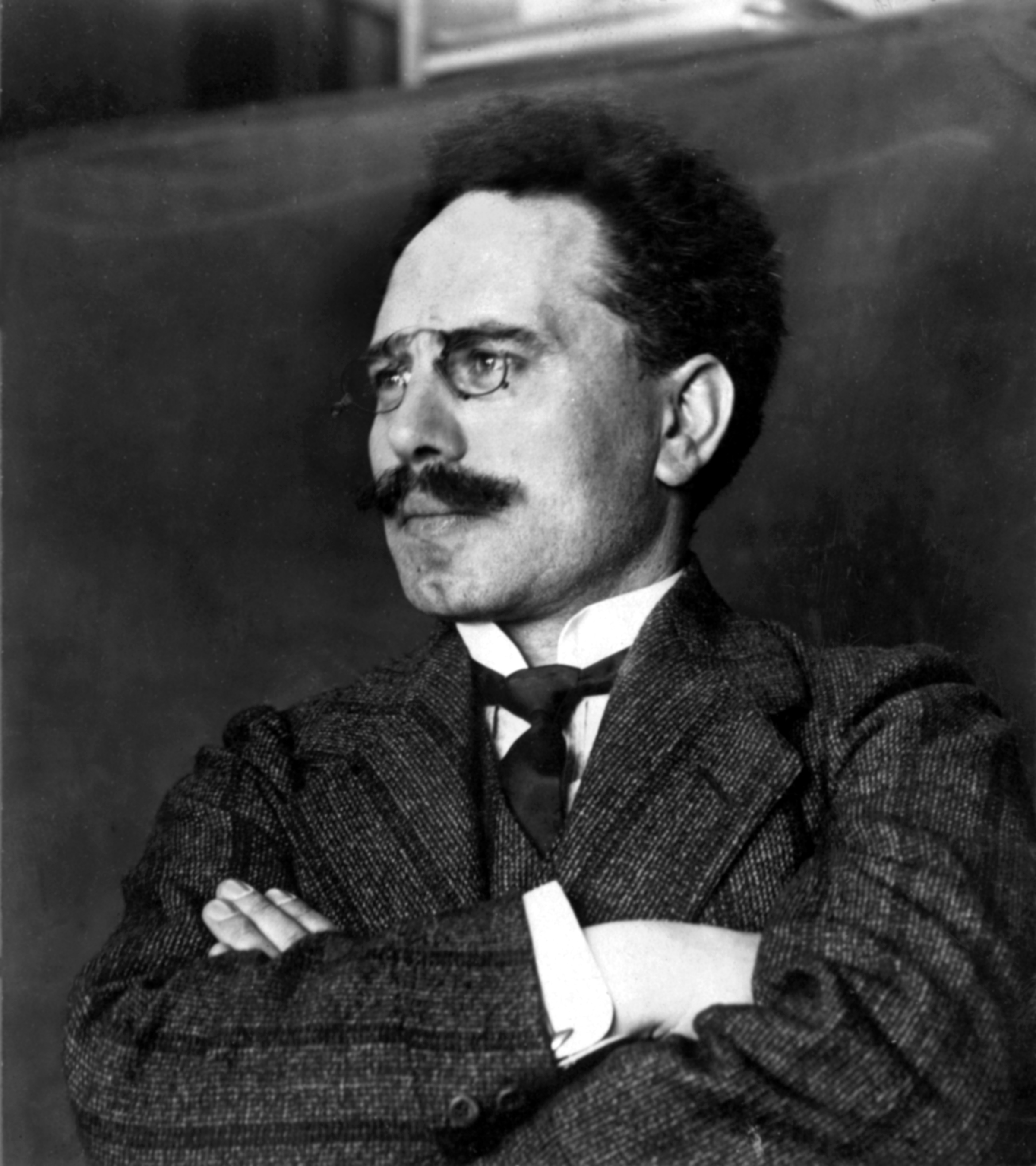
Karl Liebknecht, polític i revolucionari, va ser el primer diputat de l'SPD a votar contra els bons de guerra i la participació alemanya en aquesta (com ja va fer el seu pare anteriorment). Membre de l'ala més esquerrana del partit, seria expulsat d'aquest el 1916.

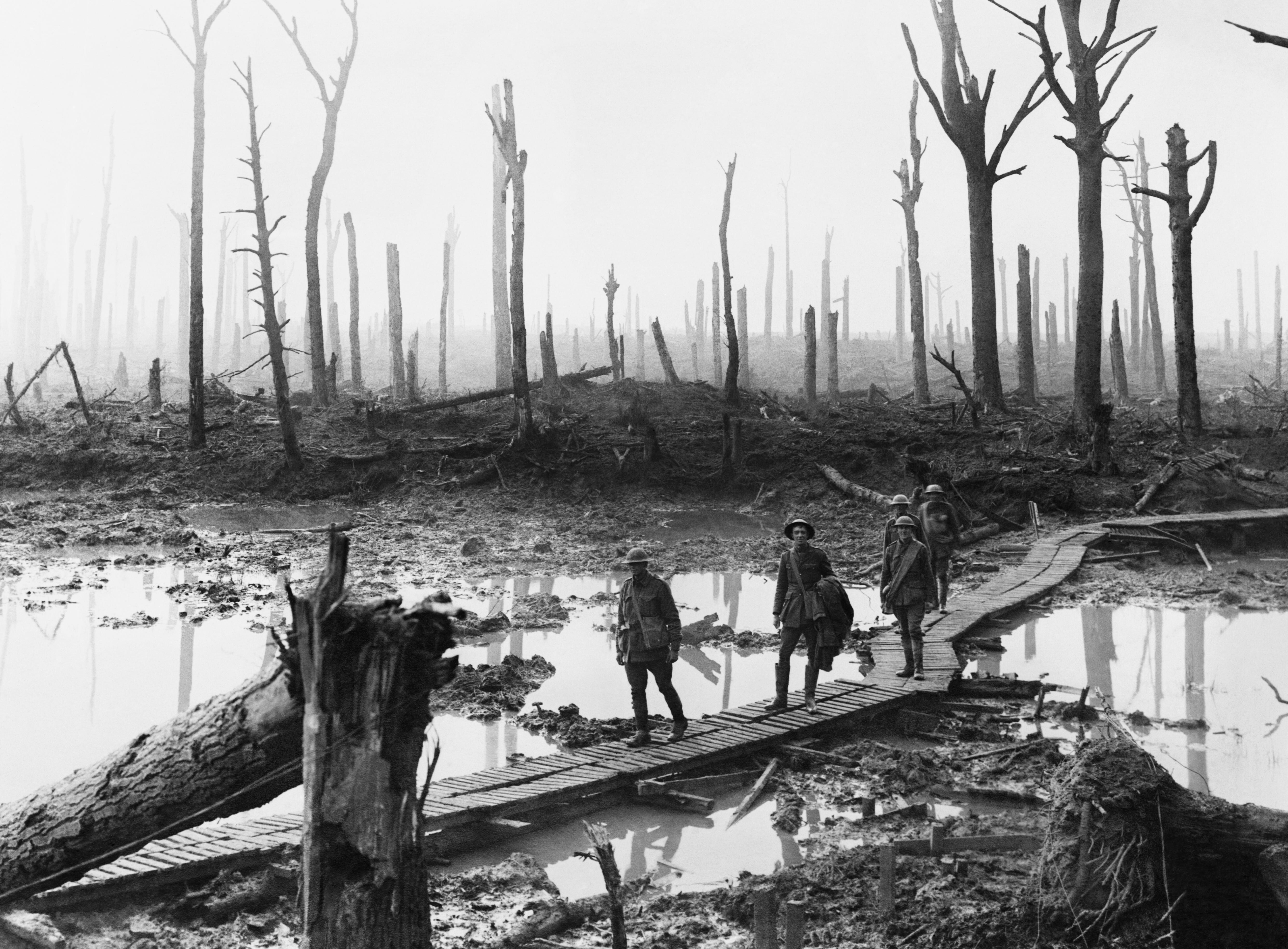
A mesura que la guerra s'empitjorava tant per als soldats en el front com per als civils, van anar sorgint més veus en l'esquerra que demanaven la finalització immediata del conflicte.

Als congressos de la Segona Internacional, l'SPD sempre havia votat les resolucions que demanaven una actuació conjunta dels partits socialistes europeus en el cas que les tensions entre els diferents estats duguessin a l'esclat d'una guerra. Per això, fins i tot després de l'assassinat a Sarajevo de l'arxiduc Francesc Ferran d'Àustria (28 de juny de 1914), fet que dugué poques setmanes més tard a l'esclat de la Primera Guerra Mundial, l'SPD, igual com d'altres partits socialistes d'Europa, encara convocà manifestacions contra la guerra, en les quals, la facció més esquerrana del partit, encapçalada entre d'altres per Rosa Luxemburg, es pronunciava a favor d'evitar la guerra mitjançant la desobediència civil. Tanmateix, després que, l'1 d'agost de 1914, el kaiser hagués declarat la guerra al Tsar de Rússia, la majoria dels diaris de l'SPD es deixaren dur per l'entusiasme patriòtic i, malgrat les dures crítiques d'alguns dirigents del partit, acabaren coincidint amb les postures d'August Bebel, mort l'any anterior, qui, el 1904, havia declarat al Reichstag que l'SPD donaria suport a la defensa armada d'Alemanya contra un atac estranger, i, el 1907, en un congrés del partit a Essen, va assegurar que ell mateix aniria al front a lluitar contra Rússia, enemiga de tota la cultura i de tots els oprimits.
De fet, davant del general entusiasme bel·licista dins del conjunt de la societat, que temia un atac per part de les potències de l'Entesa, l'SPD va tenir por de perdre vots si mantenien el seu pacifisme. Per altra banda, el canceller Bethmann Hollweg, a més d'aprofitar l'hostilitat dels socialdemòcrates contra la Rússia tsarista, havia amenaçat d'il·legalitzar tots els partits en cas de guerra; per això, 
Friedrich Ebert, un dels principals dirigents de l'SPD des de 1913, va viatjar a Zúric amb Otto Braun per dipositar-hi els fons del partit, deixant-los així fora de l'abast de possibles confiscacions.

Davant de la guerra, es va produir una divisió tant dins de la direcció del partit com entre els diputats; 96 diputats, entre els quals Friedrich Ebert, aprovaren l'emprèstit de guerra sol·licitat pel govern, mentre que catorze diputats, alineats amb el número dos del partit Hugo Haase van parlar contra l'emprèstit però votaren a favor per disciplina de partit. I així va ser com, el 4 d'agost de 1914, el grup de l'SPD al Reichstag va votar unànimement a favor de l'emprèstit de guerra. Dos dies abans, els sindicats havien acordat no convocar vagues ni demanar augments salarials mentre durés la guerra. Fou, doncs, gràcies al posicionament del partit i dels sindicats, que la mobilització general de l'exèrcit alemany decretada pel govern va poder dur-se a terme sense cap problema. Haase va justificar el seu vot al parlament manifestant 
No havíem pas d'abandonar la pàtria en un moment de necessitat
 Per la seva banda, el kàiser va agrair la treva social decretada pels socialdemòcrates amb la proclama
Ich kenne keine Parteien mehr, ich kenne nur noch Deutsche! (Jo ja no conec partits, jo només conec alemanys!)

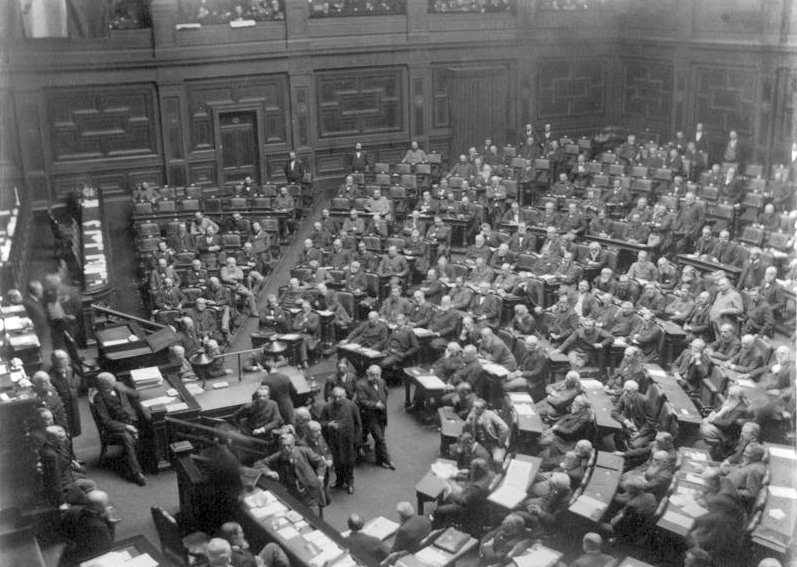
Sessió parlamentària en el Reichstag el 1889.

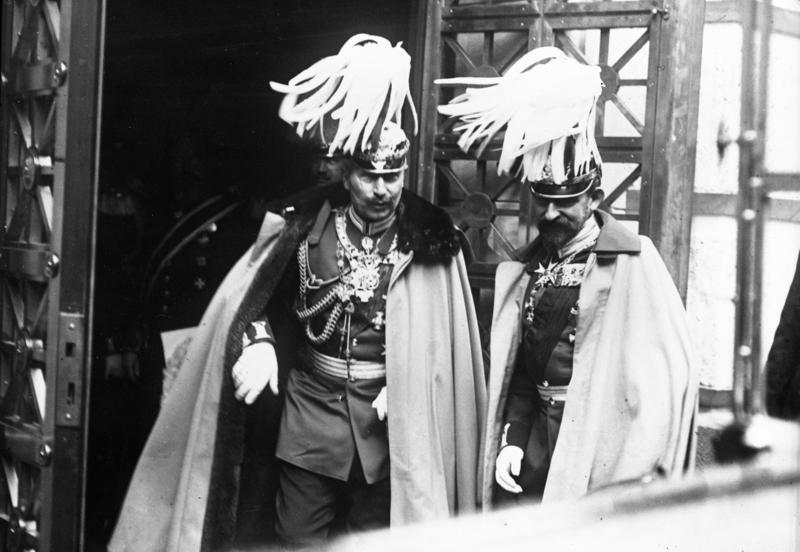
Guillem II (esquerra) amb el rei de Romania Carol I el 1914.

Com més va anar allargant-se la guerra, desmentint així la promesa feta pel Kàiser als soldats l'agost de 1914 que aquella tardor mateixa ja serien a casa, i com més víctimes anava causant, als dirigents de l'SPD se'ls feia cada cop més difícil mantenir la treva social acordada a l'inici de la guerra. Per altra banda, a partir de 1916, el govern efectiu d'Alemanya va passar, no pas de dret però sí de fet, al Comandament Militar Suprem
(Oberste Heeresleitung- OHL) dirigit pels generals Paul von Hindenburg i Erich Ludendorff, qui, a la pràctica, semblava que tingués autoritat sobre el kàiser mateix. Els generals van subordinar la vida dels civils a l'assoliment dels seus plans d'atac; per això, a les fàbriques van començar a fer-se jornades laborals de dotze hores, amb uns salaris de misèria i amb raccionament del menjar i d'altres articles de primera necessitat.

#### L'hivern del nap
L'hivern de 1916 i 1917, més tard conegut com a "Hivern del nap", va marcar un dels anys més durs a l'Alemanya de la guerra. El mal temps de tardor va provocar una pobre collita de patates igualment pobre i gran part dels productes que s'enviaven a les ciutats alemanyes es van podrir. El reclutament militar massiu d'Alemanya va tenir un paper directe en això, ja que totes les àrees de l'economia patien la manca de mà d'obra, inclosa l'agricultura. La pèrdua de la collita de patates va obligar a la població alemanya a subsistir amb naps i colinaps suecs com a alternativa.
Després de l'esclat de la Revolució de Febrer de 1917 a Rússia, pel març i l'abril va començar a haver-hi vagues a les fàbriques d'armament d'Alemanya, en les quals hi participaren uns tres-cents mil treballadors. A més, l'entrada dels Estats Units a la guerra, decidida pel president Woodrow Wilson el 6 d'abril va amenaçar d'empitjorar encara més la situació; per això, en el seu discurs de Pasqua (7 d'abril), el kàiser va intentar calmar els vaguistes prometent eleccions democràtiques per a després de la guerra, fins i tot a Prússia on el sufragi s'organitzava encara sobre una divisió de la societat en tres estaments.

#### L'escissió de l'SPD
Després que Friedrich Ebert hagués exclòs de la direcció de l'SPD els contraris a la guerra, foren els espartaquistes, els revisionistes, com ara Eduard Bernstein, i els centristes de Karl Kautsky els que intentaren donar resposta al descontentament dels obrers. El 9 d'abril de 1917 molts d'aquests dissidents convergiren en la fundació del Partit Socialdemòcrata Independent d'Alemanya (USPD), dirigit per Hugo Haase. El nou partit va demanar la fi immediata de la guerra i la democratització d'Alemanya, però no disposava pas d'un programa clar de reformes socials. La Lliga Espartaquista (Spartakusbund en alemany), fins aleshores contrària a la divisió de l'SPD, va esdevenir la facció més esquerranosa de l'USPD, l'activitat principal del qual fou continuar la seva campanya de propaganda antibel·licista a les fàbriques, en especial a les fàbriques d'armament.
L'entrada dels americans a la guerra va empitjorar la situació dels alemanys al Front Occidental; per això, i per no perdre terreny davant de l'USPD, al Reichstag, l'SPD va unir-se al Comitè Interfraccional juntament amb el Partit Catòlic del Centre i el Partit Progressista Popular. L'estiu de 1917, aquests tres partits aprovaren una moció demanant una pau negociada sense annexions ni reparacions, una idea del tot oposada a la del Govern i els partits de dreta que volien també arribar a la pau però mitjançant una victòria sobre les potències enemigues, tal com es feu amb Rússia obligant-la a acceptar les dures i humiliants condicions del Tractat de Brest-Litovsk, negociat amb el dirigent bolxevic Lev Trotski entre desembre de 1917 i març de 1918.

### L'Impacte de la Revolució d'Octubre
Com que després de l'abdicació del Tsar forçada pel triomf de la Revolució de Febrer de 1917, el Govern Provisional constituït a Rússia, sota la presidència primer del príncep Lvov i després del dirigent socialrevolucionari Aleksandr Kérenski, va decidir continuar la guerra dins de les potències de l'Entesa, el Govern Imperial Alemany va decidir intentar aconseguir la victòria al Front de l'Est aprofitant el sentiment antibel·licista existent a Rússia; per això, va permetre al dirigent bolxevic Lenin viatjar en un vagó de tren segellat des de Suïssa, on residia, cap a Rússia passant per Alemanya, Suècia i Finlàndia. Des de 1914, Lenin s'havia manifestat partidari de la derrota de Rússia perquè, segons ell, això hi afavoriria el triomf de la revolució. Un cop a Rússia, Lenin va imposar als bolxevics la línia de demanar la fi immediata de la guerra.
Després de la presa del poder per Lenin i els bolxevics en la Revolució d'Octubre, la burgesia alemanya va témer que a Alemanya també s'hi pogués donar una revolució comunista. Mentre que, al seu torn, els dirigents de l'SPD van fixar-se que un partit decidit i ben organitzat com ho eren els bolxevic, podia triomfar i imposar-se a una majoria parlamentària de socialistes moderats i partits de classe mitjana. A partir d'aleshores, el principal objectiu dels dirigents de l'SPD va ser impedir el triomf d'una revolució de tipus bolxevic a Alemanya. La posició de l'SPD quedà clara en un article publicat al "Vorwärts" per Otto Braun sota el títol Els bolxevics i nosaltres
El socialisme no pot pas construir-se damunt de les baionetes i les metralladores. Si ha de durar, cal instaurar-lo per mitjans democràtics. Evidentment, és un prerequisit indispensable que les condicions econòmiques i socials estiguin madures per a una societat socialista. Si aquest fos el cas a Rússia, sense cap dubte els bolxevics haurien pogut comptar amb la majoria del poble. Com que no ha estat aquest el cas, han establert un regne de l'espasa que no hauria pogut ser més brutal i despietat que sota l'opressiu règim del Tsar. (...). Per tant, hem de marcar una gruixuda i visible línia divisòria entre nosaltres i els bolxevics.
El gener de 1918, el mateix mes en què aparegué l'article de Braun, va produir-se una onada de vagues a tot el país en la qual hi participà un milió d'obrers. Fou llavors que començaren a aparèixer a Alemanya els denominats "Consells obrers" amb un funcionament i estructura força semblant als sòviets formats a Rússia després de la Revolució de Febrer de 1917; de fet, en rus soviet (escrit совет) vol dir consell. Per tal d'afeblir el poder dels consells (o dels sòviets), Ebert va unir-se a la direcció de la vaga de Berlín i va aconseguir acabar-la aviat.

### La fi de la I Guerra Mundial

#### La derrota
El Comandament Suprem Alemany va rebutjar la proposta dels Catorze Punts, llençada pel president dels EUA Woodrow Wilson el 18 de gener de 1918, la qual es proposava arribar a una pau sense vencedors ni vençuts mitjançant el dret d'autodeterminació dels pobles. Després de la victòria sobre Rússia, que el desembre de 1917 havia demanat la pau, Hindenburg i Ludendorff se sentien prou forts per continuar la guerra fins a la victòria, sobretot després que, la signatura del Tractat de Brest-Litovsk pel govern bolxevic el 3 de març de 1918 permetés desplaçar tropes cap al Front Occidental, on, durant la primavera de 1918, els Comandament Alemany ordenà l'inici d'una nova ofensiva, que, en un principi, semblava reeixir.
Tanmateix, el 8 d'agost de 1918 divisions canadenques, australianes i franceses aconseguiren trencar les línies alemanyes entre Albert i Moreuil. A més, el 27 de setembre de 1918, Bulgària, aliada d'Alemanya i de l'Imperi Austrohongarès, va demanar l'armistici i, el 3 d'octubre Ferran I de Bulgària fou obligat a abdicar a favor del seu fill Boris III; al seu torn, a partir de setembre de 1918, les declaracions d'independència per part dels pobles de l'Imperi austrohongarès van succeir-se en cadena, iniciant així el procés de disgregació de l'Imperi abans que s'arribés a l'armistici amb els Aliats el 3 de novembre de 1918.
A Alemanya, el 29 de setembre de 1918, el Comandament Suprem va informar al Kàiser i al canceller del Reich Comte Georg von Hertling, establerts als quarters generals de Spa (Bèlgica), que la situació de l'exèrcit era desesperada. Llavors, Ludendorff, tement un col·lapse total, va manifestar que ell no podia garantir la continuïtat del front durant vint-i-quatre hores més, i demanà a les potències de l'Entesa un alto-el-foc.

#### El canvi constitucional
El 29 de setembre, a més de demanar l'armistici a les potències de l'Entesa, Ludendorff va recomanar acceptar la principal petició del president Wilson de democratitzar el govern d'Alemanya, confiant poder obtenir així unes millors condicions de pau, així com salvar el prestigi de l'exèrcit i passar la responsabilitat de la capitulació als partits democràtics i al Reichstag.
Aquesta maniobra política de Ludendorff, responsable real de la derrota ja fos per no haver conduït correctament la guerra o per haver infravalorat les possibilitats bèl·liques d'Alemanya a finals de l'estiu de 1918, va provocar el naixement del Mite de la Punyalada per l'Esquena, segons el qual, si durant l'any 1918 es va passar de tenir la victòria a l'abast de la mà a haver d'acceptar una derrota, fou perquè, des de la rereguarda, els elements democràtics i revolucionaris van atacar l'exèrcit. Els sectors de dreta i d'extrema dreta nacionalista es mostraren molt receptius a la idea d'atribuir la derrota de 1918 als Criminals de Novembre, és a dir, als demòcrates i revolucionaris que, amb la seva acció política, havien aconseguit minar des de l'interior la capacitat bèl·lica d'Alemanya; un dels que sabé explotar el mite de la punyalada per l'esquena perpetrada pels criminals de novembre fou Adolf Hitler, qui, durant la Primera Guerra Mundial serví com a voluntari al Front Occidental, on va assolir el grau de caporal; en les elaboracions ideològiques de Hitler, dins del grup dels Criminals de Novembre hi ocupaven un lloc molt destacat els jueus.
Malgrat que la democràcia oferta per Ludendorff i el govern imperial era un regal enverinat, tots els partits del Reichstag, començant pels socialdemòcrates, estigueren disposats a acceptar responsabilitats de govern en un moment en què Alemanya havia d'enfrontar-se a una greu derrota militar. Com que un lleial monàrquic com ho era el comte Hertling no es mostrava disposat a cedir les regnes del poder al Reichstag, el 3 d'octubre de 1918, el kàiser Guillem II el va destituir i nomenà nou canceller el príncep Maximilià de Baden, un liberal que nomenà el socialdemòcrata Philipp Scheidemann sotssecretari sense cartera del seu govern. L'endemà, el nou govern va oferir als Aliats la treva que Ludendorff havia demanat.
No fou, però, fins al dia 5 d'octubre que l'opinió pública alemanya fou informada de la situació de derrota en què es trobava el país, la qual cosa va provocar una forta commoció perquè, fins aleshores, molta gent havia cregut en el discurs triomfalista que, fins aquell moment, havia difós el Comandament Militar i el Govern Imperial. Per això, ningú no va donar gaire importància al canvi constitucional decidit formalment el 28 d'octubre pel qual el Govern passava a ser responsable davant del Reichstag i no pas davant de l'emperador com fins llavors i, a més, el comandament de les forces armades passava del kaiser al govern. Segons l'opinió de la majoria dels dirigents de l'SPD, la nova constitució d'octubre realitzava totes les reformes polítiques que ells havien desitjat; per això, Ebert considerà el 5 d'octubre com el dia del naixement de la democràcia a Alemanya, aconseguida perquè, voluntàriament, el kàiser havia cedit el poder, sense necessitat, doncs, de dur a terme cap revolució.

#### La tercera nota del president Wilson
Durant les tres setmanes que seguiren al 29 de setembre, el president dels Estats Units Woodrow Wilson va respondre a la petició alemanya de treva amb tres notes diplomàtiques, en les quals condicionava l'inici de negociacions a la retirada alemanya de tots els països ocupats, a la fi de la guerra submarina i, d'una manera solapada però perfectament clara, a l'abdicació del kàiser, com a manera d'assegurar la consolidació del procés democràtic alemany.
Després de la tercera nota de Wilson (24 d'octubre), sobtadament, 
Ludendorff va canviar d'opinió i, considerant inacceptables les condicions dels Aliats, va demanar reprendre la guerra, que ell mateix havia donat per perduda el 29 de setembre. Ara bé, la petició de treva havia mostrat als Aliats la feblesa militar d'Alemanya com també, després de la demanda d'alto-el-foc, va esfondrar-se la disciplina de l'Exèrcit alemany on van començar a produir-se desercions en massa, tal com havia passat a Rússia després del triomf de la Revolució de Febrer de 1917.
La decisió del Govern del Reich fou mantenir la treva, per la qual cosa, destituí Ludendorff, qui va fugir a Suècia - país neutral - amb papers falsos, i el substituí per Wilhelm Groener. El 5 de novembre de 1918, els Aliats van acceptar negociar una treva; ara bé, en molts alemanys, la tercera nota de Wilson semblava haver deixat clar que la pau només era possible si el kàiser abdicava.

## L'Alemanya revolucionària

### Els motins de Wilhelmshaven i Kiel

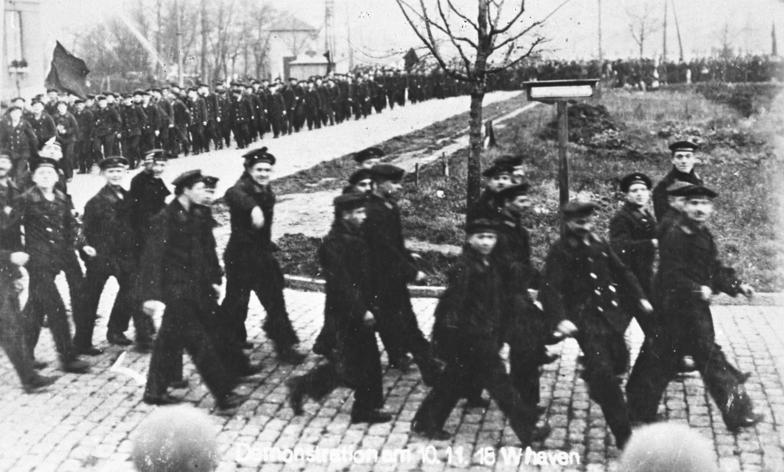
Mariners revolucionaris desfilant per Wilhelmshaven el 1918.

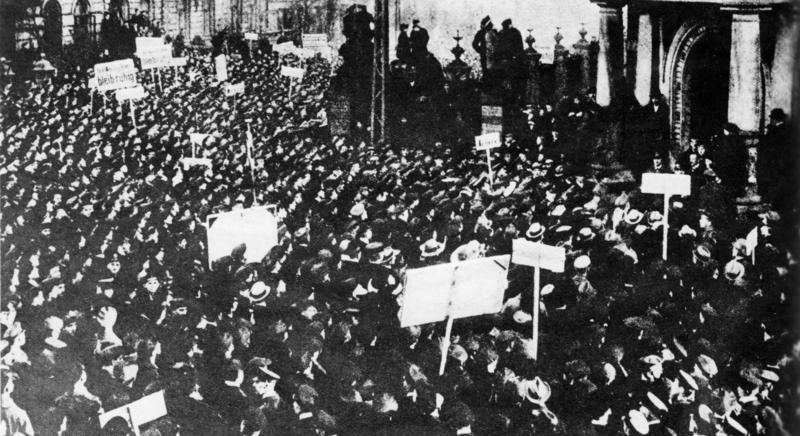
Manifestació a Kiel en suport als mariners i obrers revoltats, iniciadors de la revolució, al novembre de 1918.

Mentre a Alemanya tothom esperava una ràpida fi de la guerra, el Comandament Militar Naval de Kiel, sota la direcció de l'almirall Franz von Hipper, sense comptar amb l'autorització del govern, va prendre la iniciativa de fer sortir la flota a lluitar contra els britànics al Canal de la Mànega. L'ordre naval del 24 d'octubre i els preparatius per a l'embarcament va encendre un motí entre els mariners, que no volien ser sacrificats en va en el darrer moment de la guerra ni tampoc comprometre la credibilitat del nou govern democràtic llençant un atac naval mentre s'estaven iniciant negociacions de pau.
El motí dels mariners va començar a Schilling-Reede, a prop de Wilhelmshaven, on s'havia concentrat tota la flota per salpar. Durant la nit del 29 al 30 d'octubre de 1918, algunes tripulacions van negar-se a obeir les ordres, en especial als vaixells SMS Thüringen i SMS Helgoland, on, a més, va haver-hi actes de sabotatge; ara bé, com que la revolta no s'havia donat a totes les unitats, quan l'endemà vaixells torpedinadors van apuntar els seus canons cap al "Thüringen" i el "Helgoland", els mariners rebels van rendir-se. Tanmateix, considerant que no podia comptar amb la lleialtat de les tripulacions, el Comandament Naval va haver de renunciar als seus plans i, per això, ordenà al Tercer Esquadró Naval, que no havia participat en el motí, tornar-se'n cap a Kiel.
Com que va aconseguir dur a terme una maniobra amb els vaixells del seu esquadró a la Badia de Helgoland, el vice-almirall Kraft va considerar segura la seva autoritat sobre la tripulació. Per això, a Holtenau, al final del canal de Kiel, va fer desembarcar els quaranta-set mariners del "Markgraf" que tenia empresonats com a culpables del motí de Wilhelmshaven, els quals acabaren conduïts a la presó militar de Kiel i al Fort Herwarth. Ara bé, els mariners es mobilitzaren per impedir a la flota sortir de nou com també per aconseguir la llibertat dels companys empresonats. Uns dos-cents cinquanta van reunir-se el dia 1 de novembre a la seu dels sindicats a Kiel, i enviaren delegacions demanant la llibertat dels amotinats als oficials de marina, els quals rebutjaren escoltar-les; llavors, els mariners buscaren el suport dels sindicats, de l'USPD i de l'SPD. La policia va clausurar la seu dels sindicats, però, el 2 de novembre es va produir una nova reunió a l'aire lliure a la Großer Exerzierplatz encara més concorreguda, en la qual, els portaveus dels mariners Karl Artelt, treballador d'una fàbrica de torpeds a Kiel-Friedrichsort i Lothar Popp, treballador dels dics, militants tots dos de l'USPD, convocaren una nova reunió per a l'endemà al mateix lloc.
A aquesta reunió hi acudiren milers de persones a la tarda del 3 de novembre juntament amb representants dels treballadors. El lema "Frieden und Brot" (pau i pa) va mostrar clarament que els mariners i els treballadors no demanaven només l'alliberament dels empresonats sinó també la fi de la guerra i dels raccionaments de queviures. Seguint la crida d'Arlet d'alliberar els presoners, els manifestants es dirigiren cap a la presó militar on la policia obrí foc contra ells amb un resultat de set morts i vint-i-nou ferits greus. Llavors, tant els manifestants com la policia es dispersaren, però la protesta va convertir-se en una revolta generalitzada.
Durant el matí del 4 de novembre, mariners establerts en barracons del districte nord de Kiel es negaren a obeir. Karl Artelt va organitzar el primer consell de soldats, i també se'n formaren molts d'altres. Wilhelm Souchon, comandant de l'estació naval, va haver de negociar i concedir l'alliberament dels mariners empresonats; les tropes que, contra les promeses de Souchon, avançaren per dominar la revolta foren interceptades pels amotinats i, o bé s'uniren a la revolta o bé es retiraren. D'aquesta manera, al vespre del 4 de novembre Kiel quedà en mans d'aproximadament 40.000 mariners, soldats i treballadors amotinats, situació que, dos dies més tard, es donaria també a Wilhelmshaven.
Aquell mateix vespre, el diputat de l'SPD Gustav Noske va arribar a Kiel, on fou rebut amb entusiasme malgrat les ordres que duia del govern i de la direcció de l'SPD de prendre el control de la revolta; per això, es va fer elegir president del consell de soldats, càrrec des del qual va restablir l'ordre; uns dies més tard, assumí el càrrec de governador mentre que Lothar Popp (USPD) passà a presidir el consell de soldats. Durant les setmanes següents, Noske va aconseguir reduir el poder dels consells a Kiel, però no va poder evitar l'extensió de la revolució a tot Alemanya.

### La revolució s'estén al conjunt d'Alemanya

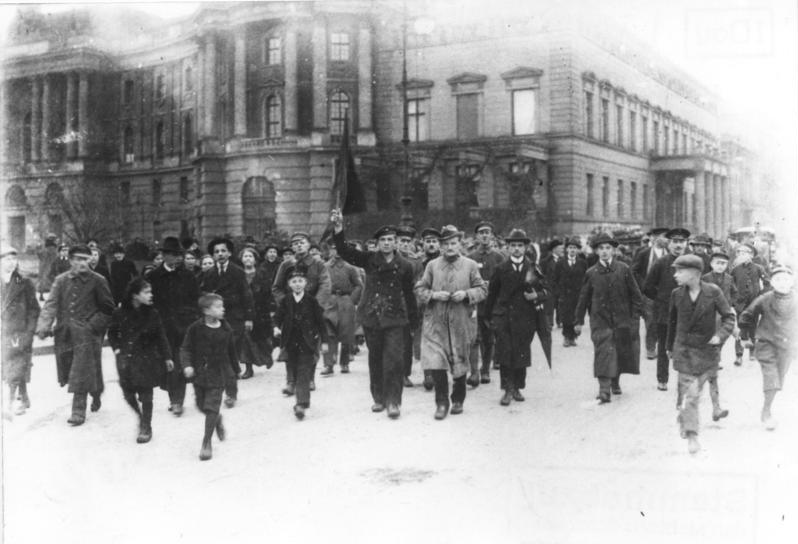
Manifestants pels carrers de Berlín durant la vaga general revolucionària del 9 de novembre de 1918.

El mateix 4 de novembre, delegacions dels marins de Kiel es dirigiren cap a totes les grans ciutats de l'Imperi. El dia 7, la revolució ja s'havia estès a totes les grans ciutats de la costa, com també a Hannover, Brunswick, Frankfurt i Múnic, on el Consell d'Obrers i Soldats va obligar a abdicar el rei Lluís III de Baviera, amb la qual cosa, Baviera fou el primer estat alemany a ser proclamat República de Consells (Räterepublik), cosa que va donar origen al que s'anomena República Soviètica de Baviera, dirigida pel militant de la USPD Kurt Eisner. Durant els dies següents, els monarques dels diferents regnes de l'Imperi anaren abdicant, el darrer a fer-ho fou el príncep Günther Victor de Schwarzburg-Rudolstadt el 23 de novembre de 1918.
Els consells d'obrers i soldats estaven formats gairebé sempre per militants i simpatitzants de l'SPD i la USPD. El seu programa era democràcia, pacifisme i antimilitarisme. A part dels reis, només desposseïren del poder els alts comandaments militars, mentre que l'administració civil del Reich va continuar funcionant. Tampoc no es van produir ni confiscacions de terres ni ocupacions de fàbriques perquè s'esperava que aquest tipus de mesures les prengués el nou govern; a més, els consells només pretenien supervisar l'administració que abans havia estat en mans dels comandaments militars.
Amb la creació dels Consells, l'SPD fou capaç d'establir una base forta al nivell local; ara bé, mentre que els consells creien estar actuant en interès de l'establiment del nou règim, els dirigents de l'SPD els veien com un element pertorbador que podia fer fracassar el canvi pacífic de règim, que, segons ells, ja havia tingut lloc; per això, juntament amb els partits de les classes mitjanes, demanaven una convocatòria immediata d'eleccions per designar una assemblea nacional que definiria el nou tipus d'estat. Així, l'SPD va acabar oposant-se als grups revolucionaris, el portaveu dels quals era l'USPD, que, fent-se ressò de les seves peticions, volia ajornar les eleccions tant com fos possible amb la idea d'instaurar canvis irreversibles que responguessin a les aspiracions de la classe obrera.

### La proclamació de la República

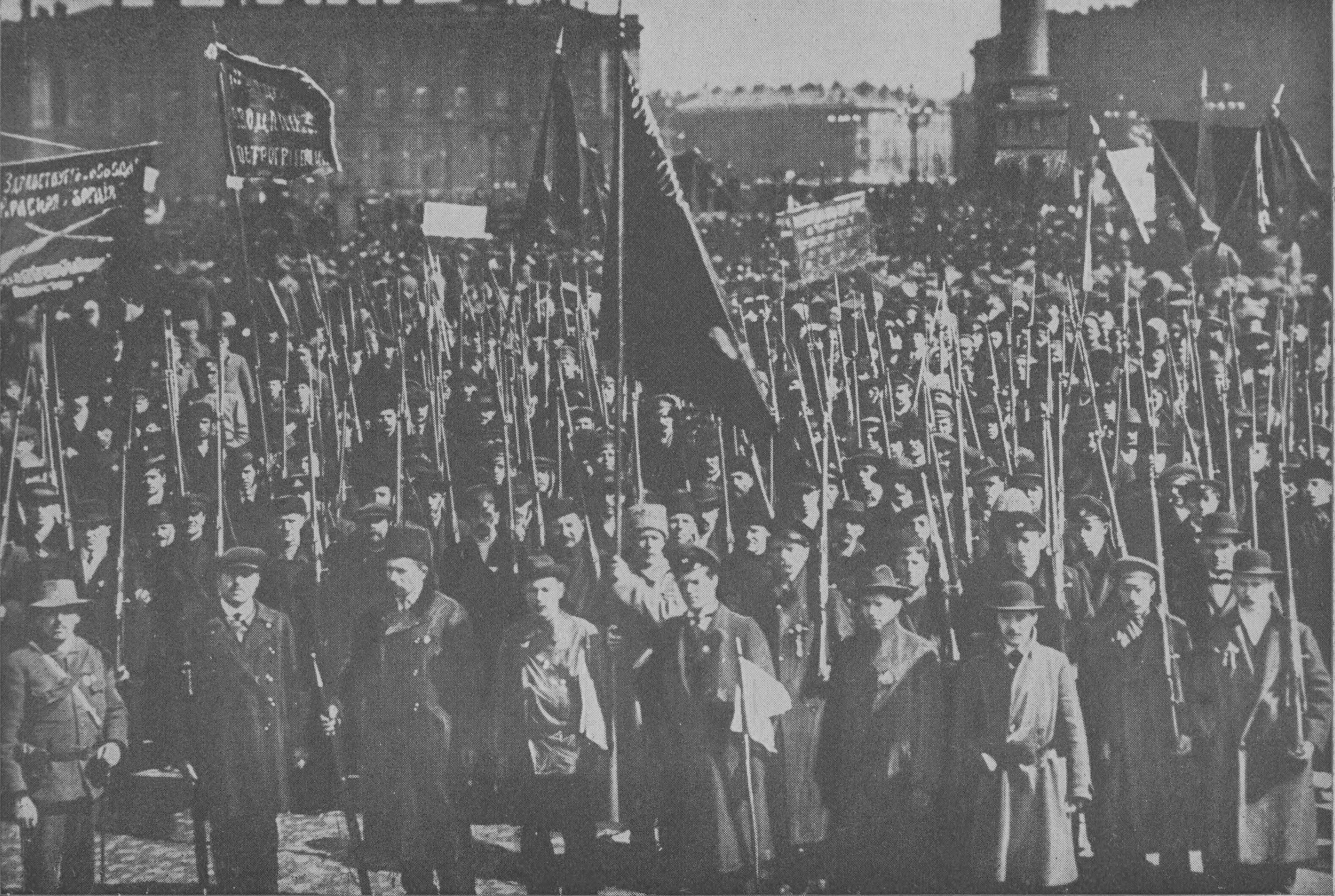
L'èxit de la Revolució Russa de 1917 va marcar l'actuació de l'SPD i va sembrar la por a les classes mitjanes i altes alemanyes durant la revolució de novembre. En la imatge, membres del 1er Regiment de la Guàrdia Roja enfront del Palau d'Hivern.

Ebert coincidia completament amb el príncep Max de Baden en la necessitat d'evitar fos com fos una revolució social i de conservar l'ordre públic. Per tal de reestructurar l'estat, Ebert volia aconseguir el suport tant dels partits de les classes mitjanes, que, d'ençà de l'estiu de 1917, ja estaven col·laborant amb l'SPD al Reichstag, com també el de les antigues oligarquies de l'Imperi, i, d'aquesta manera, impedir una radicalització de la revolució com la que havien dut a terme els bolxevics a Rússia i també assegurar-se que la difícil situació del proveïment de queviures a la població no quedés col·lapsada en el cas que l'administració pública caigués en mans de revolucionaris inexperts. Durant la Revolució, Ebert, convençut que en el futur l'SPD podria assolir majories parlamentàries que li permetessin dur a terme els seus projectes de reforma social, volgué actuar sempre d'acord amb les antigues classes dirigents; per això, en un principi, volia mantenir la monarquia; ara bé, per guanyar-se el suport dels seus seguidors, el 6 de novembre va demanar l'abdicació del Kàiser. Tanmateix, Guillem II, establert al quarter general de Spa des de principis de 1918, confiava que, un cop les potències de l'Entesa haguessin acceptat la treva, podria tornar a Berlín amb les tropes a restablir-hi l'ordre.
Segons sembla, el dia 7 de novembre, Ebert estava del tot convençut que l'abdicació del kàiser resultava imprescindible per evitar la revolució social bolxevic que ell tant temia; per això, el príncep Max de Baden va pensar traslladar-se a Spa a demanar personalment al kàiser que abdiqués, però, davant del deteriorament progressiu de la situació a Berlín es va quedar a la capital.
A primeres hores del matí del 9 de novembre, el Kàiser va saber, mitjançant una enquesta adreçada a trenta-nou comandaments, que els soldats del front no li eren lleials; a més, contínuament li arribaven telegrames de Berlín demanant-li l'abdicació, decisió que anava ajornant considerant, per altra banda, la possibilitat d'abdicar com a emperador d'Alemanya però continuar com a rei de Prússia. Finalment, sense esperar rebre notícies de Spa ni comptar amb l'aprovació del Kaiser, el príncep Max de Baden va anunciar públicament l'abdicació de Guillem II, qui, poc després va fugir als Països Baixos, on visqué exiliat fins a la seva mort (1941). Al migdia, per tal de poder controlar millor la situació a Berlín, Friedrich Ebert va exgir a Max de Baden que li cedís el càrrec de canceller, petició a la qual aquest accedí.
La notícia de l'abdicació del Kàiser (9 de novembre de 1918) va arribar massa tard per causar cap mena d'impressió en els milers de manifestants que omplien els carrers de Berlín, els quals exigien la total abolició de la monarquia, no conformant-se, doncs, amb la simple substitució de Guillem II per un altre monarca com encara pretenia Ebert. Karl Liebknecht, acabat d'alliberar de la presó, tornà a Berlín i va refundar-hi la Lliga Espartaquista. A l'hora de dinar, al Reichstag, el vicepresident del parlament, Philipp Scheidemann (SPD) va assabentar-se que Liebknecht pretenia proclamar la República Socialista; per evitar, doncs, que els espartaquistes prenguessin la iniciativa, va sortir al balcó i, contra el desig exprés d'Ebert, va proclamar la República davant dels manifestants; ara bé, gairebé al mateix temps, al Zoològic de Berlín, Liebknecht proclamà la República Socialista davant d'una multitud de manifestants.
Cap a les vuit del vespre, un grup d'un centenar de sindicalistes revolucionaris de les grans fàbriques de Berlín van ocupar el Reichstag i hi constituïren un Parlament Revolucionari. Molts d'ells eren dirigents de les vagues del gener de 1918, contraris a l'acció política de l'SPD, que havien planejat dur a terme un cop revolucionari previst per a l'11 de novembre, però que s'havien vist sorpresos per la revolució iniciada arran dels motins dels mariners de Kiel. Per tal de prendre-li la iniciativa a Ebert, convocaren eleccions a cada fàbrica i cada regiment per elegir un nou govern revolucionari format pels dos partits obrers (l'SPD i la USPD). Aquest Consell de Comissaris del Poble (Rat der Volksbeauftragten) havia d'executar les decisions del Parlament Revolucionari i impedir així que Ebert pogués actuar com a canceller.

### El Consell de Comissaris del Poble

#### Els socialdemòcrates i els revolucionaris

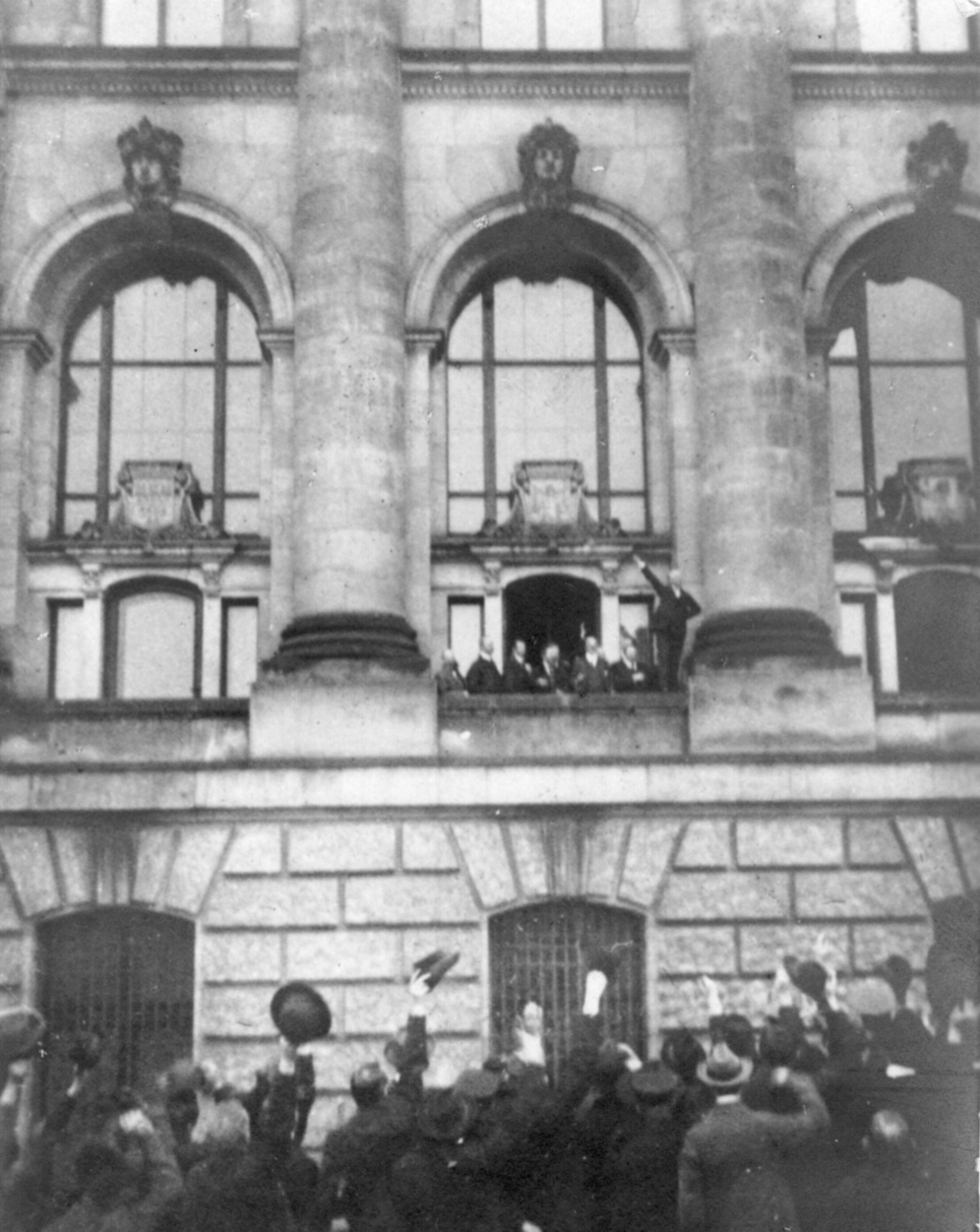
Philipp Scheidemann parla a la multitud des del Reichstag el dia de proclamació de la República.

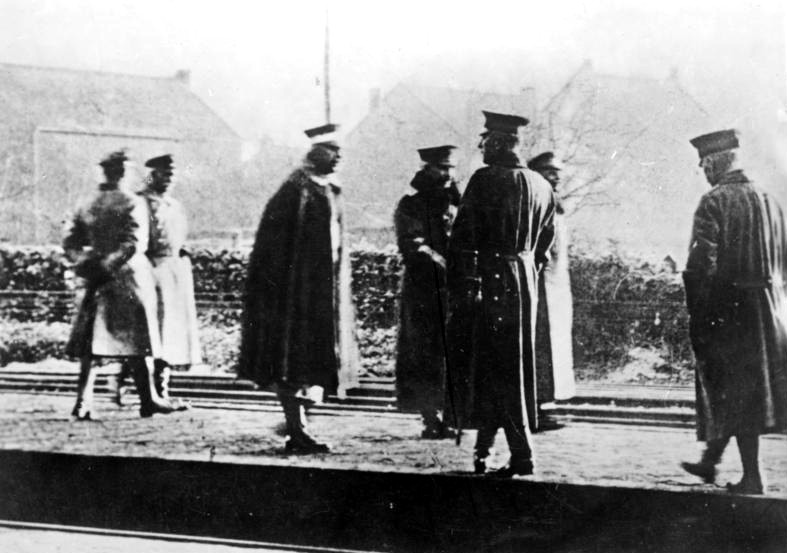
El Kaiser Guillem II camí de l'exili.

Conscient que no hi havia manera d'impedir l'elecció ni la reunió dels consells, Ebert va enviar representants a tots els regiments i factories de Berlín per procurar la seva elecció i anunciar la participació de l'USPD al nou govern. En resposta, els sindicalistes planejaren proposar a l'Assemblea l'elecció no sols d'un govern sinó també d'un Comitè d'Acció, encarregat de coordinar l'acció dels consells d'obrers i soldats. Els sindicalistes havien confeccionat una llista de candidats per al Comitè d'Acció, on no hi havia cap de l'SPD; pretenien, doncs, crear un organisme de control del govern que els resultés favorable.
A l'Assemblea, reunida el 10 de novembre al Circ Busch, la majoria va donar suport a l'SPD, i el lema "Unitat de la Classe Obrera", usat pels revolucionaris els dies anteriors, serví ara per propugnar la línia d'Ebert. Llavors, tal com s'havia previst, s'elegiren tres membres de cadascun dels dos partits socialistes per constituir el Consell de Comissaris del Poble:
- USPD: Hugo Haase, el seu president, el diputat Wilhelm Dittmann i el sindicalista Emil Barth
- SPD: Friedrich Ebert, Scheidemann, i el diputat de Magdeburg Otto Landsberg

La proposta dels sindicalistes d'elegir, a més, un Comitè d'Acció va agafar per sorpresa els dirigents de l'SPD i van començar acalorats debats. Al final, Ebert va aconseguir que el Comitè d'Acció, que passà a denominar-se "Consell Executiu dels Consells d'Obrers i Soldats", estigués format també per delegats de l'SPD i de la USPD. El Consell Executiu va decidir convocar una Convenció de Consells del Reich per al desembre a Berlín.
Malgrat tot, Ebert veia el Parlament dels Consells i el Consell Executiu no pas com una ajuda sinó com un obstacle per al seu projecte de transició pacífica i calmada de l'antic Imperi cap a un nou sistema de govern. La direcció de l'SPD es malfiava més dels Consells que no pas de les antigues oligarquies, la lleialtat de les quals a la nova república tendia a sobrevalorar. Ebert es trobava que, davant dels consells, no podia actuar com a canceller sinó, únicament, com a president d'un govern revolucionari. Per altra banda, els conservadors el veien com un traïdor, tot i que havia assumit la direcció de la revolució només per aturar-la.
Durant les vuit setmanes en què es va donar el doble poder dels Consells i el Govern del Reich, els alts funcionaris de l'administració optaren per reconèixer només l'autoritat d'Ebert, malgrat que dins del Consell Haase hi tenia el mateix dret de vot. El mateix dia 10 de novembre, el general Wilhelm Groener, el nou comandant en cap de la Caserna General de Spa, va telefonar Ebert per comunicar-li que l'exèrcit li donava suport i, a canvi de la promesa d'Ebert de restablir la jerarquia militar, va garantir-li que l'exèrcit estava disposat a actuar contra els consells, els quals, per a la direcció de l'SPD, representaven sempre l'amenaça que la revolució acabés prenent un caire bolxevic com a Rússia. Ara bé, amb la seva actuació política, Ebert va acabant perdent suport dins dels Consells però sense guanyar-ne entre els sectors conservadors de dreta.
A causa de la inestabilitat política del moment, va passar gairebé desapercebuda la notícia que el govern d'Ebert havia acceptat les dures condicions de l'Entesa per aconseguir una treva. L'11 de novembre, el diputat del Partit del Centre Matthias Erzberger, en nom d'Alemanya, va signar l'Armistici de Compiègne amb la qual cosa es posà fi a la Primera Guerra Mundial.

#### L'Acord Stinnes-Legien

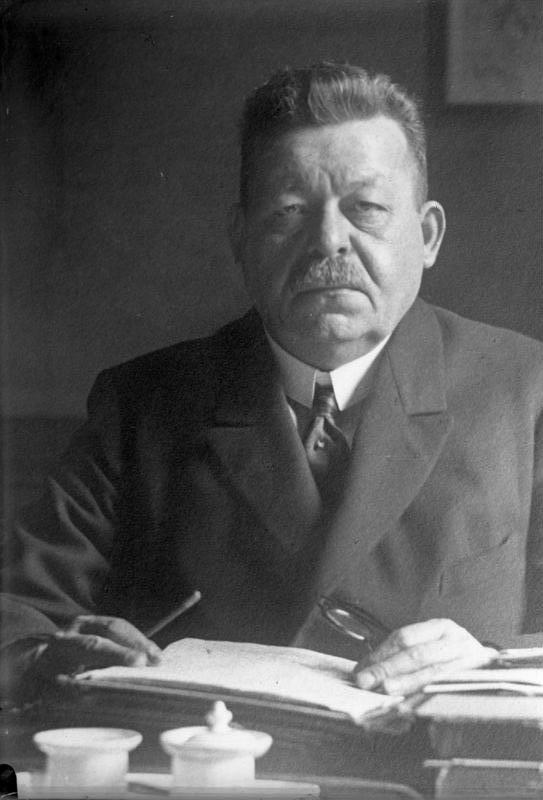
Friedrich Ebert, president de la nova república i dirigent de l'SPD, va reprimir de forma sagnant la revolució.

La idea de posar sota control democràtic almenys la indústria pesant amb importància per a la guerra circulava tant entre la SPD com entre la USPD. Les ales esquerres de tots dos partits i els sindicalistes revolucionaris volien anar més enllà i establir la democràcia directa al sector de la producció; els delegats elegits en aquest sector controlarien també el poder polític. Aquesta idea contradeia no sols l'interès de l'SPD d'impedir la Democràcia dels Consells, sinó també l'interès dels sindicats que esdevindrien superflus a causa de l'existència dels consells.
Fou per això que, durant els esdeveniments revolucionaris, el dirigent dels sindicats Carl Legien va arribar a un acord amb els representants de la patronal Hugo Stinnes i Carl Friedrich von Siemens quan es reuniren a Berlín des del 9 fins al 12 de novembre. El dia 15, signaren un acord favorable a totes dues bandes: els representants dels sindicats van prometre mantenir l'ordre a la producció posant fi a les vagues salvatges com també a reduir la influència dels consells i a evitar la nacionalització dels mitjans de producció. Llavors, els empresaris prometeren admetre la jornada de vuit hores, que durant anys havien reivindicat els sindicats, i a reconèixer com a interlocutors els sindicats i no pas els consells. Totes dues parts formaren el Comitè Central per al Manteniment de l'Economia (Zentralausschuss für die Aufrechterhaltung der Wirtschaft). També s'acordà que un Comitè Arbitral (Schlichtungsausschuss) faria de mitjancer en futurs conflictes entre els empresaris i els sindicats. Des d'aleshores en endavant, a cada fàbrica amb més de cinquanta empleats, comitès paritaris amb la direcció s'ocuparien de garantir el compliment dels acords salarials.
D'aquesta manera, els sindicats aconseguiren les seves reivindicacions però minant tots els esforços per nacionalitzar els mitjans de producció i, a la llarga, eliminant els Consells.

#### El Govern i els Consells
Malgrat la constitució del Consell de Comissaris del Poble i del Consell Executiu, tot l'aparell burocràtic de l'administració pública continuava funcionant i els seus funcionaris conservaren els seus llocs.
El 12 de novembre, el Consell de Comissaris del Poble va publicar el seu programa social i democràtic de govern. Va suprimir l'estat de setge i la censura, com també va abolir la servitud ("Gesindeordnung") i va establir el sufragi universal a partir dels vint anys, fins i tot també per a les dones. Va haver-hi una amnistia per als presos polítics; es regulà la llibertat d'associació, d'assemblea i de premsa. En aplicació de l'Acord Stinnes-Legien, es va decretar la jornada de vuit hores, com també s'introduí la cobertura de l'atur i la seguretat social.
Davant de la insistència dels representants de la USPD al Consell de Comissaris del Poble, es va nomenar un Comitè de Nacionalització, format entre d'altres per Karl Kautsky, Rudolf Hilferding i Otto Hue, que havia d'estudiar quines indústries estaven preparades per a la nacionalització i per preparar la nacionalització de la indústria del carbó i de l'acer. Aquest comitè va estar actiu fins al 7 d'abril de 1919 però no va arribar a cap resultat tangible. Només s'instal·laren Cossos d'Autoadministració a la indústria del carbó i de l'acer com també a les mines de potassa; aquests cossos foren el precedent dels comitès d'empresa. D'expropiacions socialistes no se'n van dur a terme.
La direcció de l'SPD sempre va estimar-se més treballar amb l'antiga administració que no pas amb els Consells d'Obrers i Soldats, perquè no els considerava capaços d'atendre correctament les necessitats de la població. Aquesta política provocava contínues disputes dins del Consell Executiu.
A Leipzig, d'Hamburg, Bremen, Chemnitz i Gotha, els Consells d'Obrers i Soldats posaren l'administració de la ciutat sota el seu control. A més, a Brunswick, Düsseldorf, Mülheim del Ruhr i Zwickau es va empresonar tots els funcionaris sospitosos de mantenir-se lleials al kàiser. A Hamburg i Bremen es formaren "Guàrdies Roges" per protegir la Revolució i els Consells van destituir la direcció de
Leuna Works, una gran indústria química de la rodalia de Merseburg. Els nous consells sovint havien sorgint d'una manera espontània i no tenien experiència administrativa. Tanmateix, hi hagué una gran majoria de Consells que arribaren a una entesa amb les antigues administracions, la qual cosa va dur a una ràpida restauració de la llei i l'ordre. Així per exemple, Max Weber formava part del consell d'obrers de Heidelberg, i va sorprendre's gratament que molts dels seus membres fossin liberals moderats. Els Consells s'encarregaren de la distribució de queviures i de l'acollida dels soldats que anaven tornant del front.
De fet, l'Administració i els Consells es necessitaven mútuament; l'Administració disposava de coneixement i d'experiència, mentre que la influència política la tenien els Consells. De fet, però, molta gent no volia pas la instauració d'una República de Consells sinó que aspirava només a abolir l'autoritarisme i el militarisme, estava cansada de la guerra, patia misèria i volia arribar a una solució pacífica.

#### El Congrés de Consells del Reich
Tal com va decidir-ho el Comitè Executiu, els Consells d'Obrers i Soldats de tot el Reich van enviar delegats a Berlín per reunir-se el 16 de desembre al Circ Busch en el Primer Congrés General de Consells d'Obrers i Soldats (Erster Allgemeiner Kongress der Arbeiter- und Soldatenräte). Ebert i el General Groener ordenaren enviar tropes a Berlín per impedir la reunió del Congrés i recuperar el control de la capital en una acció planejada per al 15 de desembre. El dia 6, un dels regiments va sortir massa d'hora i, en l'intent de detenir el Consell Executiu, els soldats dispararen contra una manifestació de "Guàrdies Rojos" desarmats, militants dels espartaquistes. El resultat fou de setze morts.
Com que, aleshores, el perill d'un cop violent des de la dreta va fer-se visible, al diari espartaquista "Bandera Roja" (Die Rote Fahne) del 12 de desembre, Rosa Luxemburg hi va demanar un desarmament pacífic dels batallons que tornaven del front per part dels obrers de Berlín; ella es proposava aconseguir la subordinació dels Consells de Soldats al Parlament Revolucionari i reeducar els soldats.
El 10 de desembre, Ebert va donar la benvinguda a deu divisions que tornaven del front confiant poder usar-les contra els consells. Ara bé, aquelles tropes no tenien ganes de lluitar; la guerra s'havia acabat, s'acostaven les Festes de Nadal i la majoria d'ells el que volia era tornar a casa amb la família; per això, poc després d'haver arribat a Berlín es dispersaren. Així doncs, el cop contra el Congrés de Consells no va poder tenir lloc.
De fet, però, al Congrés, que va tenir lloc el 16 de desembre a la seu del Parlament de Prússia, la majoria dels delegats eren de l'SPD; ni tan sols Karl Liebknecht hi havia obtingut un escó, per tant, la Lliga Espartaquista no hi tenia gens de poder. El dia 19, els Consells rebutjaren, per 344 vots contra 98, la creació d'un règim de Consells com a base per a una nova constitució. La postura dels Consells fou més aviat donar suport a la decisió del govern de convocar, tan aviat com fos possible, eleccions per a una assemblea constituent, a la qual li correspondria definir el nou model d'estat.
L'únic desacord entre el Congrés i Ebert fou en el tema del control de l'exèrcit. Entre altres coses, el Congrés va demanar la participació del seu Consell Central en el nomenament dels comandaments militars, l'elecció lliure dels oficials i poders disciplinaris per als Consells de Soldats. Totes aquestes peticions, evidentment, contradeien els acords presos per Ebert amb el general Groener. Mentrestant, el Comandament Suprem, que s'havia traslladat des de Spa fins a Kassel, va començar a reclutar batallons de voluntaris lleials, dits cossos lliures (Freikorps) per usar-los contra la suposada amenaça bolxevic. A diferència dels soldats revolucionaris de novembre, els Freikorps estaven formades per oficials monàrquics i per soldats que temien el retorn a la vida civil.

#### La Crisi de Nadal

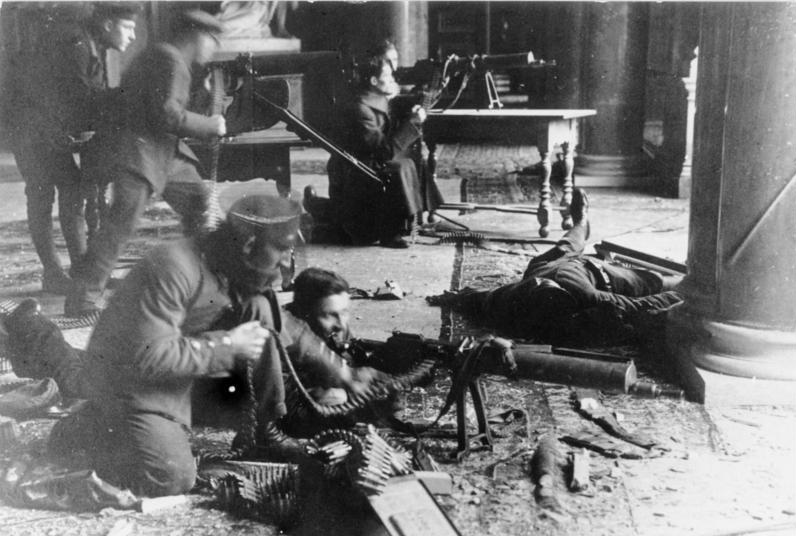
Soldats amotinats a Berlín durant la crisi de Nadal de 1918.

Després dels fets del 9 de novembre, el govern havia ordenat a l'acabada de crear Divisió Naval Popular (Volksmarinedivision) traslladar-se des de Kiel cap a Berlín, per tenir així una força que el protegís, i l'acantonà al Berlin Stadtschloss (La Residència de la Ciutat Imperial). Aquesta divisió era completament lleial al govern i, a més, havia rebutjat participar en l'intent de cop d'estat del 6 de desembre fins al punt de destituir els oficials sospitosos d'estar-hi implicats. Segurament per això, es va diforndre la idea que els marins d'aquesta divisió eren espartaquistes. Al final, Ebert va demanar la seva dissolució i la seva retirada de la Residència, i Otto Wels, comandant de Berlín des del 9 de novembre, actuant en sintonia amb Ebert, va negar-se a pagar als mariners.
El conflicte va acabar esclatant el 23 de desembre quan els mariners ocuparen la Cancelleria del Reich, van tallar les línies de telèfon, posaren el Consell de Comissaris del Poble sota arrest domiciliari i capturaren Otto Wels. Malgrat tot, els marins no intentaren eliminar el govern d'Ebert, tal com hauria estat lògic si haguessin estat espartaquistes de debò, sinó que es limitaren a exigir la seva paga. Al seu torn, Ebert, mitjançant una línia telefònica secreta, va posar-se en contacte amb el Comandament Suprem de Kassel per ordenar l'atac de la Residència amb tropes lleials al govern durant el matí del dia 24. Els marins repel·liren l'atac sota les ordres del seu comandant Heinrich Dorrenbach, amb un resultat de trenta baixes a més de la mort de civils en el combat. Les tropes del govern, que hagueren de retirar-se del centre de Berlín, es dissolgueren per integrar-se als Freikorps. Malgrat que es desfoguessin ocupant els locals de "Bandera Roja", el poder militar de Berlín continuava en mans de la Divisió Naval Popular, però, de nou, els mariners no intentaren aprofitar-se'n per fer la revolució.
A més de demostrar clarament que els marins no eren pas espartaquistes, la crisi de Nadal demostra que la suposada revolució bolxevic alemanya tampoc no tenia líder. Si, com després es va dir, Karl Liebknecht havia de ser el "Lenin alemany", ni els marins ni tan sols els Consells estaven disposats a acceptar la seva autoritat. Al final l'únic resultat d'aquesta crisi, que els espartaquistes denominaren "El Nadal Sagnant d'Ebert" fou que els sindicalistes revolucionaris convocaren una manifestació per al dia de Nadal i que, com a protesta, la USPD sortí del govern el 29 de desembre, cosa que, en realitat, fou fer-li un favor a Ebert qui havia acceptat la presència de la USPD al govern només sota la pressió dels esdeveniments revolucionaris.

### L'Aixecament Espartaquista

#### La revolta de gener

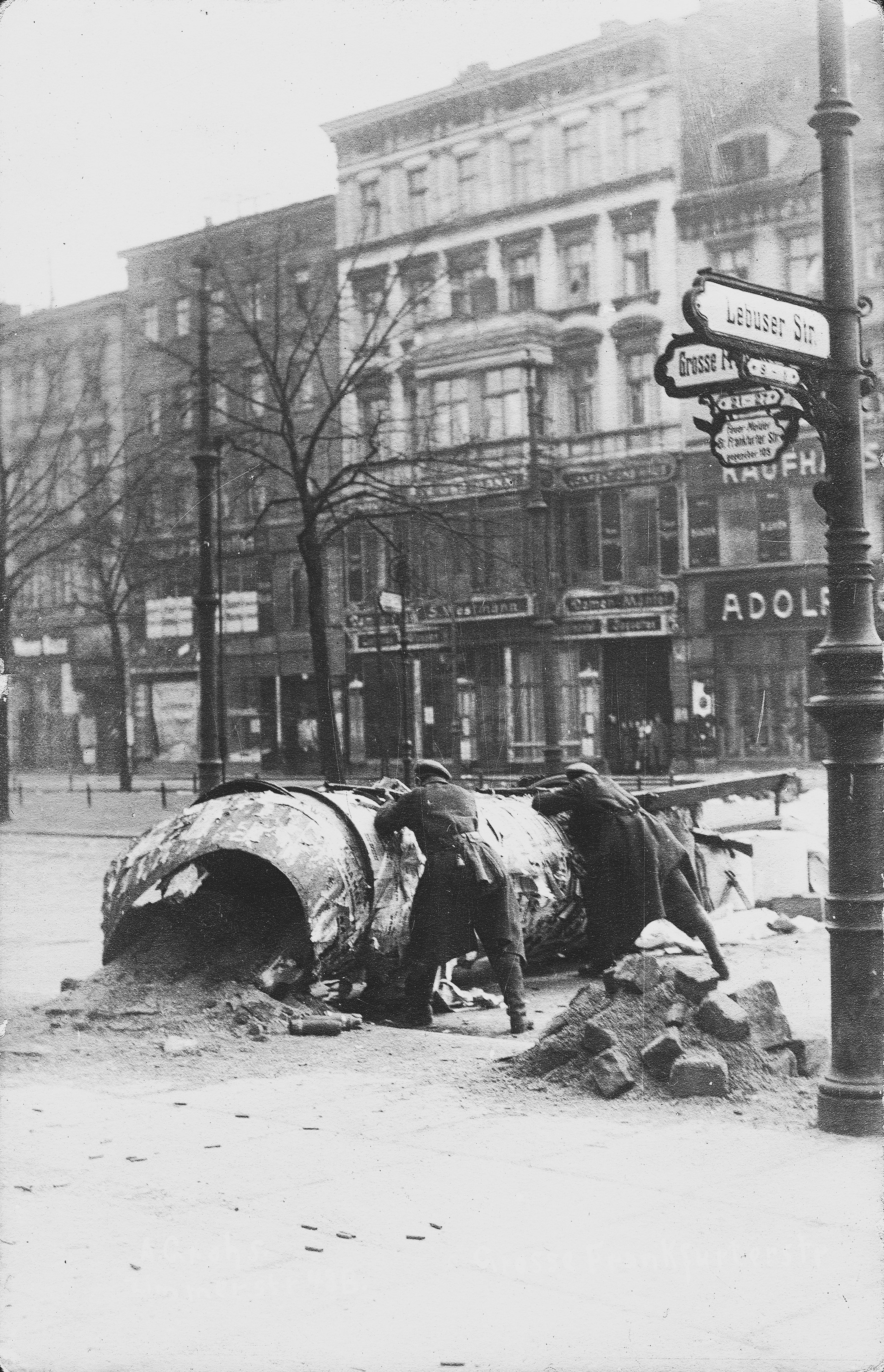
Revolucionaris en una barricada als carrers de Berlín durant l'aixecament.

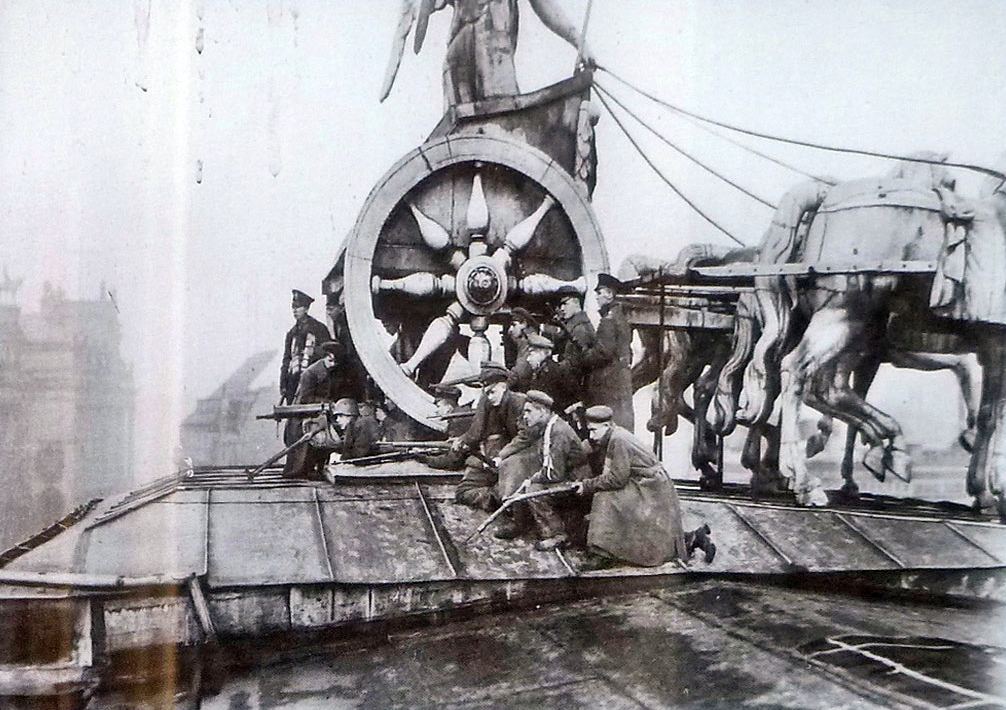
Soldats sobre la Porta de Brandenburg el gener de 1919.

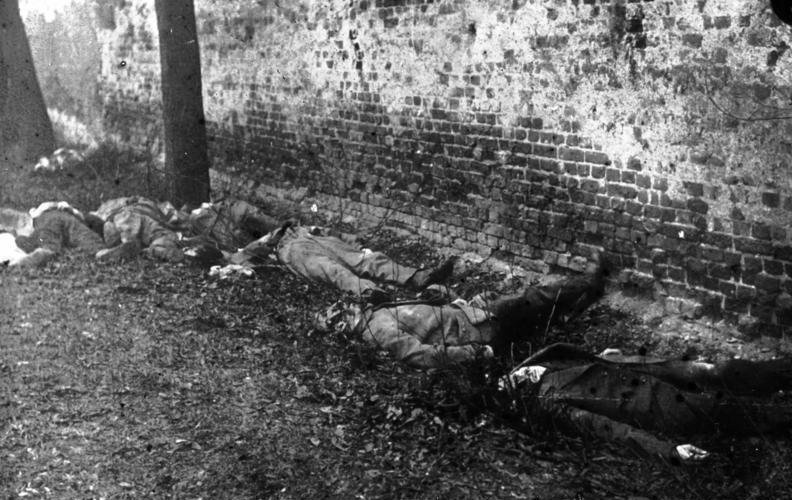
Revolucionaris morts després de la seva execució sumària per les tropes governamentals, març de 1919.

Arran de les seves experiències dins de l'SPD i de la USPD, els espartaquistes van arribar a la conclusió que els calia organitzar el seu propi partit. Per això, juntament amb altres grups socialistes d'esquerra, fundaren el Partit Comunista d'Alemanya (Kommunistische Partei Deutschlands o KPD, en alemany). Tanmateix, després d'haver discutit amb els espartaquistes, els sindicalistes revolucionaris decidiren continuar dins la USPD.
Rosa Luxemburg va redactar-ne el programa fundacional i va presentar-lo el 31 de desembre de 1918. En aquest programa, ella hi afirmava explícitament que els comunistes no havien de prendre el poder sense un suport clar de la majoria del poble. L'1 de gener, va demanar de nou la participació del KPD a les eleccions convocades, però la seva proposta fou derrotada, ja que la majoria dels militants encara confiava a assolir el poder mitjançant l'agitació a les fàbriques i la pressió del carrer.
Igual com el novembre anterior, va desenvolupar-se espontàniament una onada revolucionària a partir del 4 de gener de 1919 després que el Consell de Comissaris del Poble, controlat per Ebert i l'SPD arran de la sortida del govern de la USPD el 29 de desembre, hagués destituït el cap de la policia de Berlín Emil Eichhorn, un militant de la USPD que s'havia negat a actuar contra els manifestants obrers de la Crisi de Nadal. En resposta a la destitució d'Eichhorn, la USPD, els Sindicalistes Revolucionaris i els dirigents del KPD Karl Liebknecht i Wilhelm Pieck convocaren una manifestació per a l'endemà, la qual, per a sorpresa dels seus convocants, es convertí en una gran assemblea de masses al centre de Berlín.
El dia 5 al vespre, els manifestants ocuparen les estacions de tren i les oficines del "Vorwärts" i dels diaris dels partits de les classes mitjanes, alguns dels quals els dies anteriors havien demanat no sols l'actuació dels Freikorps sinó també l'assassinat dels espartaquistes.
Els manifestants, els mateixos que dos mesos abans, demanaven la realització de totes les reivindicacions plantejades el novembre. Els espartaquistes no estaven pas en una posició dirigent, sinó que les protestes obreres comptaven amb el suport de diferents grups situats a l'esquerra de l'SPD. En realitat, doncs, l'Aixecament Espartaquista no va planificar-lo el KPD.
Els iniciadors es reuniren en assemblea a la Caserna de la Policia i elegiren un Comitè Revolucionari Provisional (Provisorischer Revolutionsausschuss) format per cinquanta-tres membres que, en realitat, no tenia gaire idea de com usar el seu poder. Liebknecht demanà enderrocar el govern i coincidí amb la majoria del comitè a defensar la lluita armada. Rosa Luxemburg, com també la majoria dels dirigents del KPD, considerà que, en aquell moment, la revolta estava condemnada al fracàs i va parlar-hi explícitament en contra.
Per a l'endemà dia 6, el Comitè Revolucionari va tornar a convocar una manifestació, que estigué molt més concorreguda que l'anterior. De nou, es van exhibir pancartes amb el lema "Germans, no dispareu!" i s'estigueren esperant fent assemblea en una plaça. Uns quants sindicalistes revolucionaris s'armaren i demanaren enderrocar el govern Ebert, però molts dels activistes del KPD fracassaren en l'intent de guanyar-se l'adhesió de les tropes; ni tan sols unitats com ara la Divisió Naval Popular, que es declarà neutral, volgueren donar suport a la revolta armada, mentre que d'altres guarnicions de Berlín es mantingueren lleials al govern.
Mentre que, obeint ordres seves, cada vegada més tropes es dirigien a Berlín, Ebert acceptà una oferta de la USPD de fer de mitjancers entre ell i el Comitè Revolucionari. Ara bé, un cop es conegué la marxa de tropes sobre Berlín i en una publicació de l'SPD hi aparegué la frase "S'acosta l'hora de la veritat" ("Die Stunde der Abrechnung naht"), el Comitè trencà negociacions (8 de gener), la qual cosa va donar a Ebert l'oportunitat d'usar les tropes a partir de l'endemà. A més, a partir del dia 12 van començar a arribar batallons de Freikorps a Berlín, on actuaren com a esquadrons de la mort. Gustav Noske, antic Comissari del Poble per a l'Exèrcit i la Marina, va acceptar-ne el comandament. Després que els Freikorps desallotgessin brutalment alguns edificis ocupats i n'executessin immediatament els ocupants, els altres es rendiren, i una part d'ells acabà també afusellada. D'aquesta manera, hi hagué cent cinquanta-sis morts a Berlín.

#### Els assassinats de Karl Liebknecht i Rosa Luxemburg

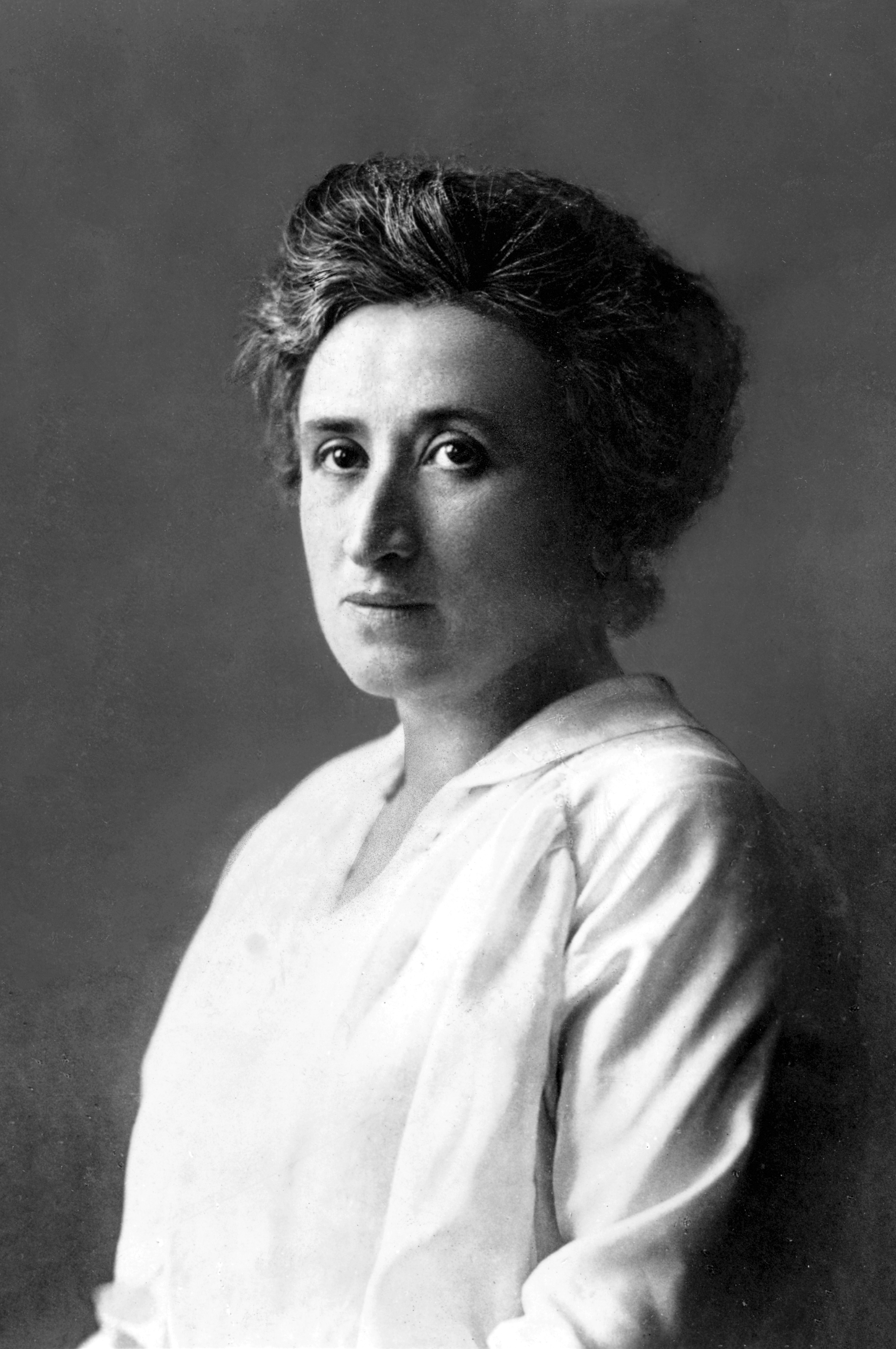
Rosa Luxemburg, va ser assassinada -amb Karl Liebknecht- després del fracàs de l'aixecament espartaquista a Berlín.

Els sospitosos d'haver instigat la revolta de gener van haver d'amagar-se. El 15 de gener de 1919 al vespre, Rosa Luxemburg i Karl Liebknecht van ser descoberts a Berlín en un pis del barri de Wilmersdorf, i van ser lliurats a la divisió de Freikorps Garde-Kavallerie-Schützen. El seu comandant, el capità Waldemar Pabst, els feu interrogar i torturar. Aquella mateixa nit, tots dos presoners foren estabornits a cops de culata i morts d'un tret al cap. El cos de Rosa Luxemburg el van llençar al Canal de Landwehr, on no va ser trobat fins a l'1 de juliol, mentre que el cos de Karl Liebknecht el van enviar al dipòsit de cadàvers sense cap nom.
La majoria dels implicats en aquest fet quedà impune, i els pocs que foren jutjats i, encara, empresonats van rebre anys després compensacions per part del Tercer Reich; a més els nazis van refondre la Gardekavallerie en la SA (Sturmabteilung). En una entrevista concedida a "Der Spiegel" el 1962 com també a les seves memòries Papst hi afirmà que havia parlat per telèfon amb Noske a la cancelleria i que, per tant, comptava amb l'aprovació d'ell i d'Ebert. Aquesta afirmació, però, mai no ha estat demostrada, especialment perquè ni el parlament ni els tribunals investigaren mai els fets. Després dels assassinats del 15 de gener, l'oposició entre l'SPD i el KPD esdevingué irreconciliable, la qual cosa va impedir cap acció conjunta d'aquests dos partits durant l'època de la República de Weimar.

### D'altres revoltes posteriors

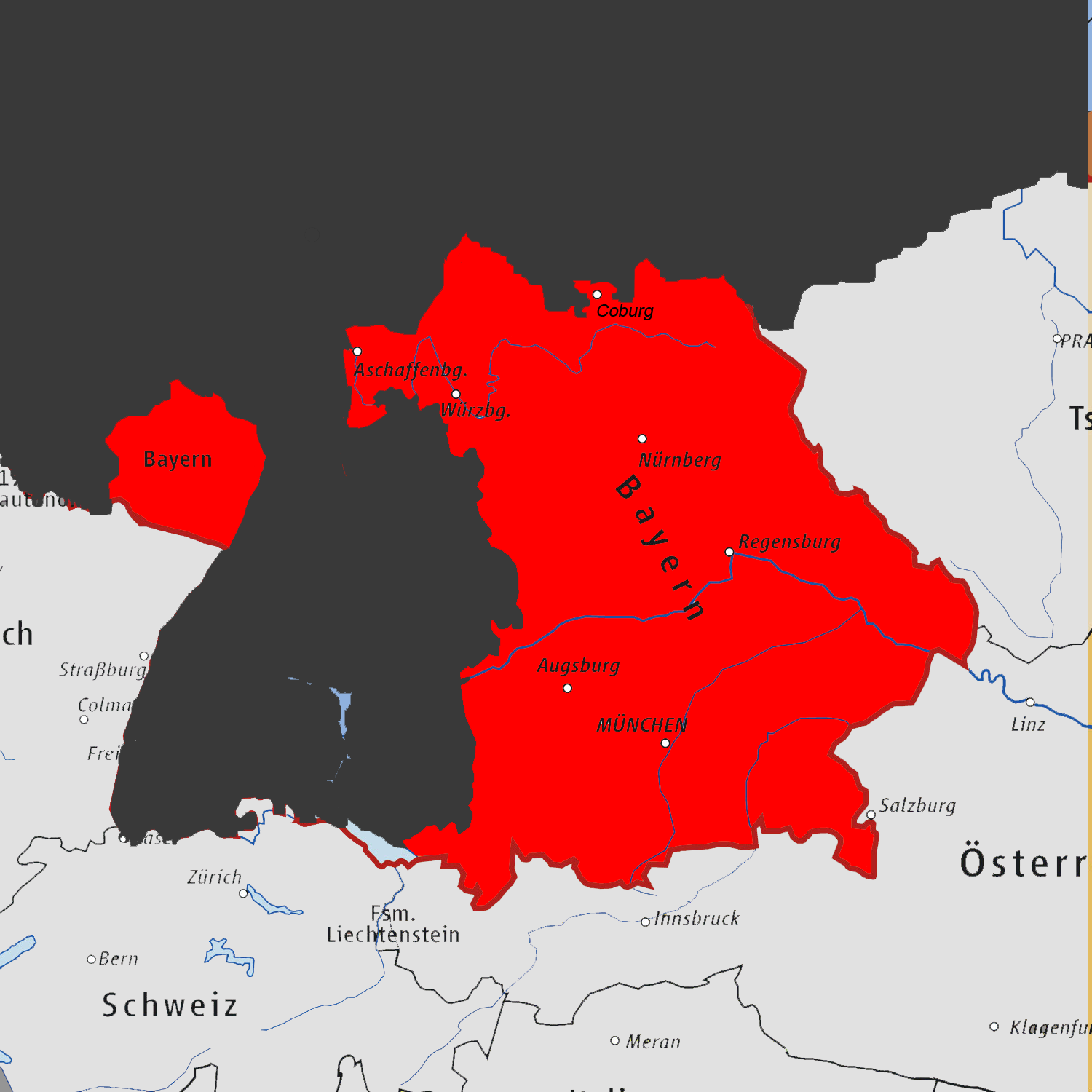
Territoris de la declarada República Soviètica de Baviera

Durant els primers mesos de 1919, hi hagué revoltes armades per tot arreu d'Alemanya. En alguns estats, es proclamaren repúbliques de consells, la més duradora de les quals fou la República Soviètica de Baviera dita també República Soviètica de Múnic.
Pel febrer, Noske va decidir enviar els Freikorps contra la República de Consells de Bremen, malgrat haver ofert una negociació. Arran dels combats, va haver-hi quatre-cents morts. A conseqüència d'aquesta brutal repressió, va haver-hi vagues generals al districte del Ruhr, a Renània i a Saxònia. Membres de la USPD, del KPD i, fins i tot, de l'SPD van convocar una vaga general que va començar el 4 de març. Malgrat el desig dels organitzadors, la vaga va degenerar en enfrontaments als carrers de Berlín, i el govern de Prússia, que havia declarat l'estat de setge, va demanar ajuda al govern del Reich. De nou, Noske va usar la Gardekavallerie-Schützendivision dirigida per Pabst contra els vaguistes de Berlín. L'endemà, el resultat dels combats fou de mil dos-cents morts, la majoria dels quals desarmats i no implicats en els fets. Entre d'altres, vint-i-nou membres de la Divisió Naval Popular, que s'havien rendit, foren executats sumàriament, ja que Noske havia ordenat disparar immediatament contra qualsevol a qui es trobés amb armes. A Hamburg i Turíngia, va donar-se una situació de guerra civil. La República Soviètica de Baviera fou liquidada el 2 de maig també d'aquesta forma violenta per tropes de Prússia i Freikorps de Wurttemberg.
Arran d'aquesta brutal repressió, molts demòcrates d'esquerra i, naturalment, la USPD i el KPD, consideraren l'actuació d'Ebert, Noske i d'altres dirigents de l'SPD com una traïció als seus ideals i seguidors.

## La Constitució de Weimar

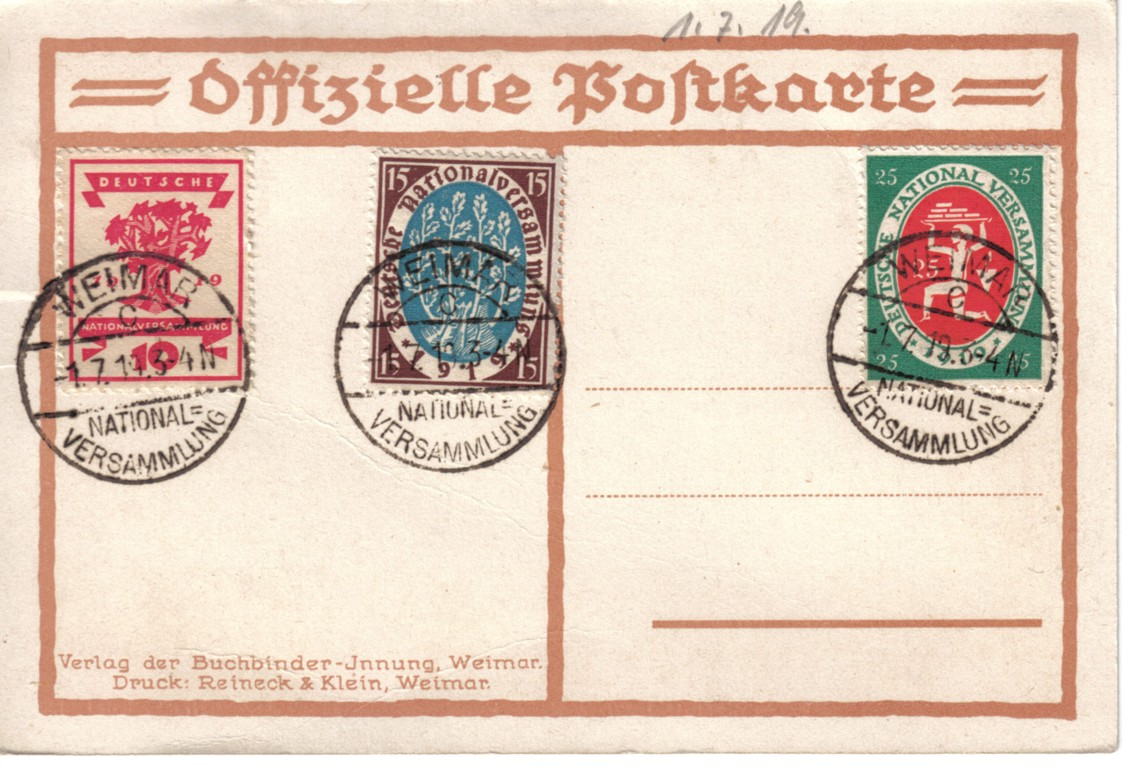
Postal oficial de l'Assemblea Constituent de Weimar.

El 19 de gener de 1919, va ser elegida una Assemblea Nacional Constituent (Verfassungsgebende Nationalversammlung). Els seus escons quedaren així repartits:
- SPD: 165
- Partit del Centre (catòlic): 91
- DDP Partit Demòcrata Alemany (liberals d'esquerres): 75
- Partit Nacionalista Alemany Popular: 44
- USPD: 22
- Partit Popular Alemany (nacional-liberal): 19

Malgrat la recomanació de Rosa Luxemburg, el KPD va abstenir-se de presentar-se a les eleccions.
Per tal d'evitar la situació caòtica i violenta de Berlín, l'Assemblea Nacional va reunir-se el 6 de febrer a Weimar, una població de Turíngia, a uns dos-cents cinquanta quilòmetres de Berlín. L'11 de febrer, l'Assemblea va nomenar Ebert President Provisional del Reich, i, 13, Philipp Scheidemann primer ministre del govern de coalició format per l'SPD amb el Partit del Centre i amb el DDP. El 21 d'agost, Friedrich Ebert va ser jurat com a President del Reich (Reichspräsident).
La nova Constitució de Weimar (Weimarer Verfassung), que convertí el Reich en una república democràtica i federal, fou aprovada l'11 d'agost amb els vots de l'SPD, el Partit del Centre i el DDP. Aquesta constitució va continuar la tradició liberal i democràtica del segle xix i, igual com la Llei Fonamental de l'actual República Federal Alemanya, repeteix paraula per paraula molts fragments de la Declaració de Frankfurt de 1849. Tanmateix, quedaren ignorades moltes de les peticions dels revolucionaris de novembre com ara la nacionalització de la indústria del carbó i de l'acer, de la banca i de les grans indústries, l'expropiació de les finques de la noblesa i la democratització de l'exèrcit. La posició i les pensions dels funcionaris i dels soldats foren expressament protegides.
Una cosa que sempre s'ha criticat a la Constitució de Weimar és el seu article 48 que autoritzava al President de la República d'actuar en contra de la majoria del Parlament i d'usar l'exèrcit dins del país si ho considerava necessari. Aquest article fou molt usat en la tasca de destruir la democràcia des del sistema mateix, que es va dur a terme entre 1930 i 1933, la qual fou l'origen de la instauració del Tercer Reich (1933-1945) per Adolf Hitler.
La República de Weimar (1919-1933), el règim sorgit de la Revolució Alemanya, va patir sempre la pressió dels extremistes tant d'esquerra com de dreta.
L'esquerra radical, representada principalment pel Partit Comunista (KPD), sempre va acusar els governs socialdemòcrates d'haver traït el moviment obrer evitant una revolució comunista. Per la seva banda, l'extrema dreta, contrària per principi a qualsevol sistema democràtic i desitjant sempre el retorn de l'autoritarisme de l'antic Imperi (1871-1918), va rebutjar la República de Weimar en considerar-lo instaurada pels Criminals de Novembre, culpables de la Punyalada per l'Esquena que havia dut Alemanya a la derrota en la guerra quan la victòria semblava a l'abast de la mà; al final, fou el Partit Nazi el qui esdevingué el portaveu de tota l'extrema dreta nacionalista antirepublicana i contrarevolucionària.
Tots els partits contraris a Weimar, tant per l'esquerra (KPD) com per la dreta (Nazis), no dubtaren mai a usar el sistema de llibertats democràtiques per liquidar el sistema des de dins, tal com va acabar fent-ho Adolf Hitler, amb la complicitat de certs sectors conservadors i reaccionaris.